# 18 Pułk Ułanów Pomorskich

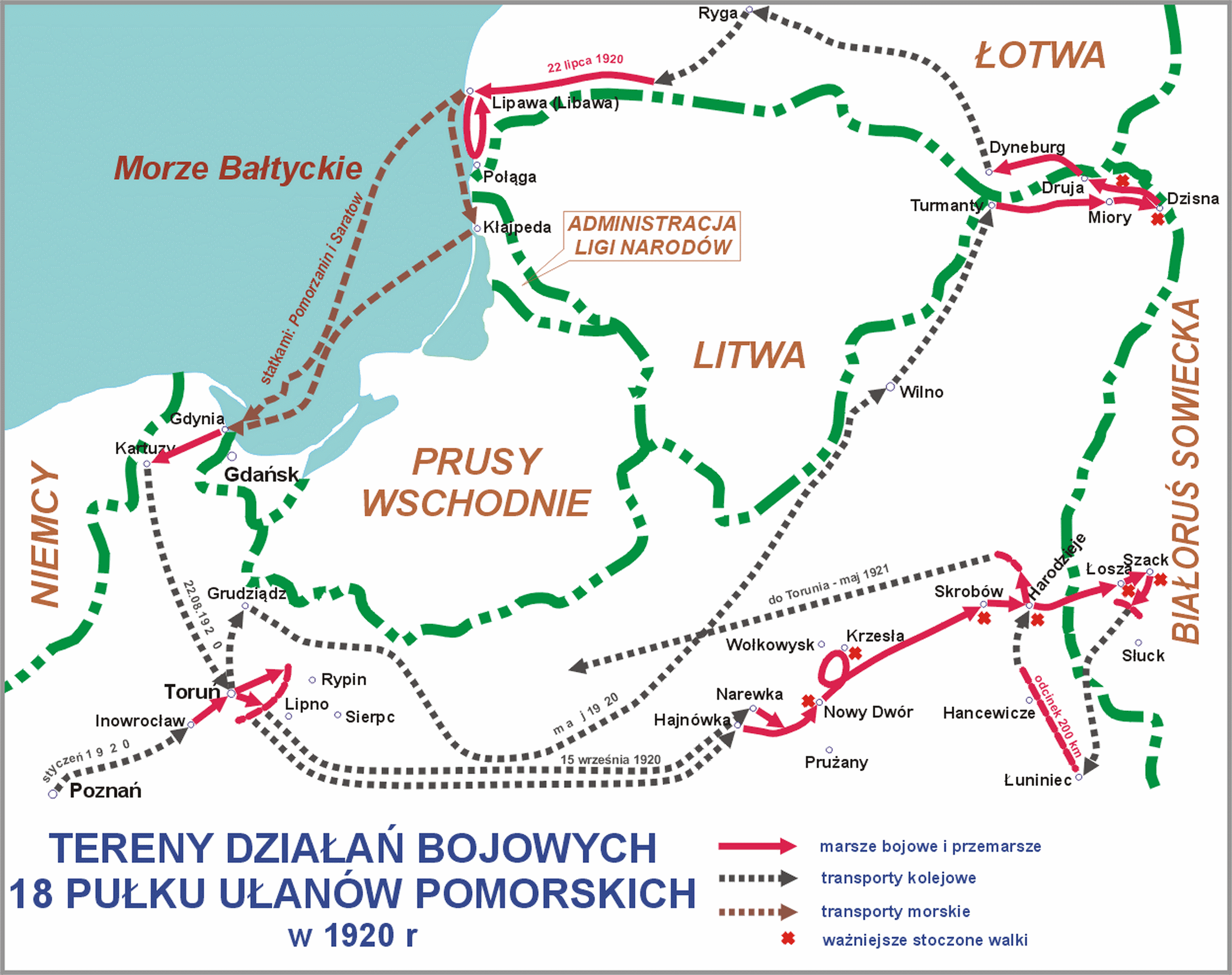
Tereny działania pułku w 1920

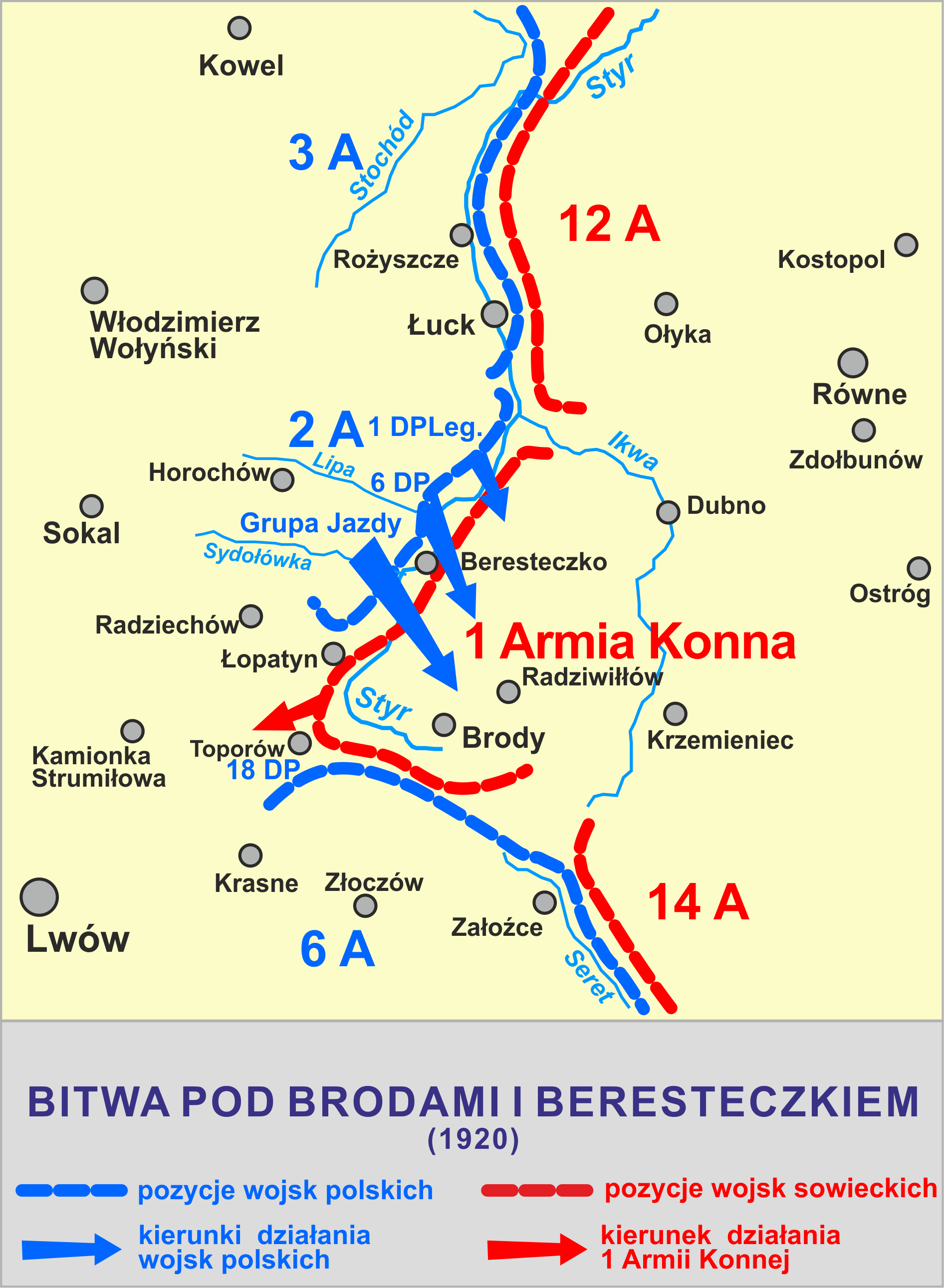
29 lipca - 3 sierpnia 1920

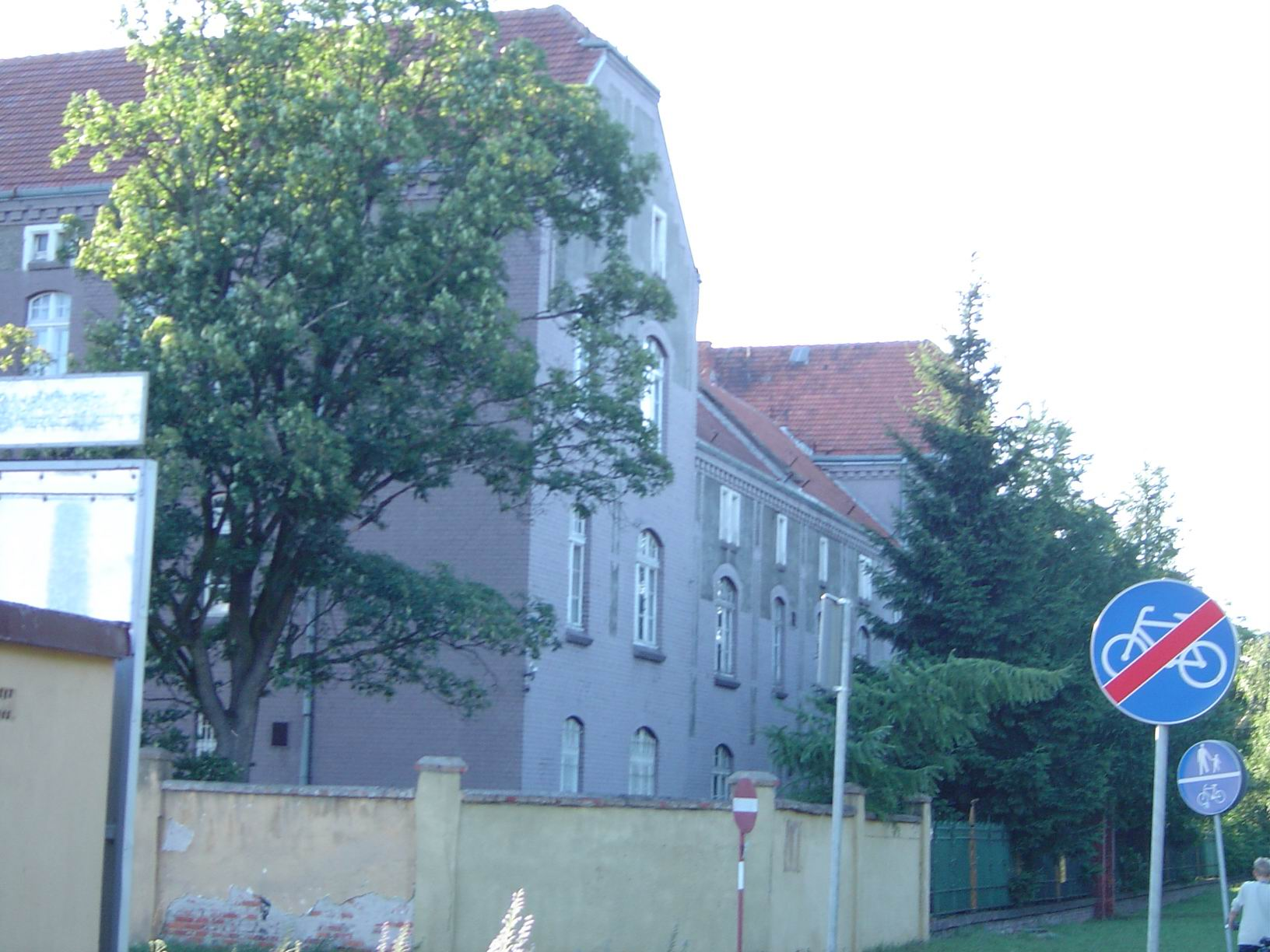
W tych koszarach stacjonował pułk

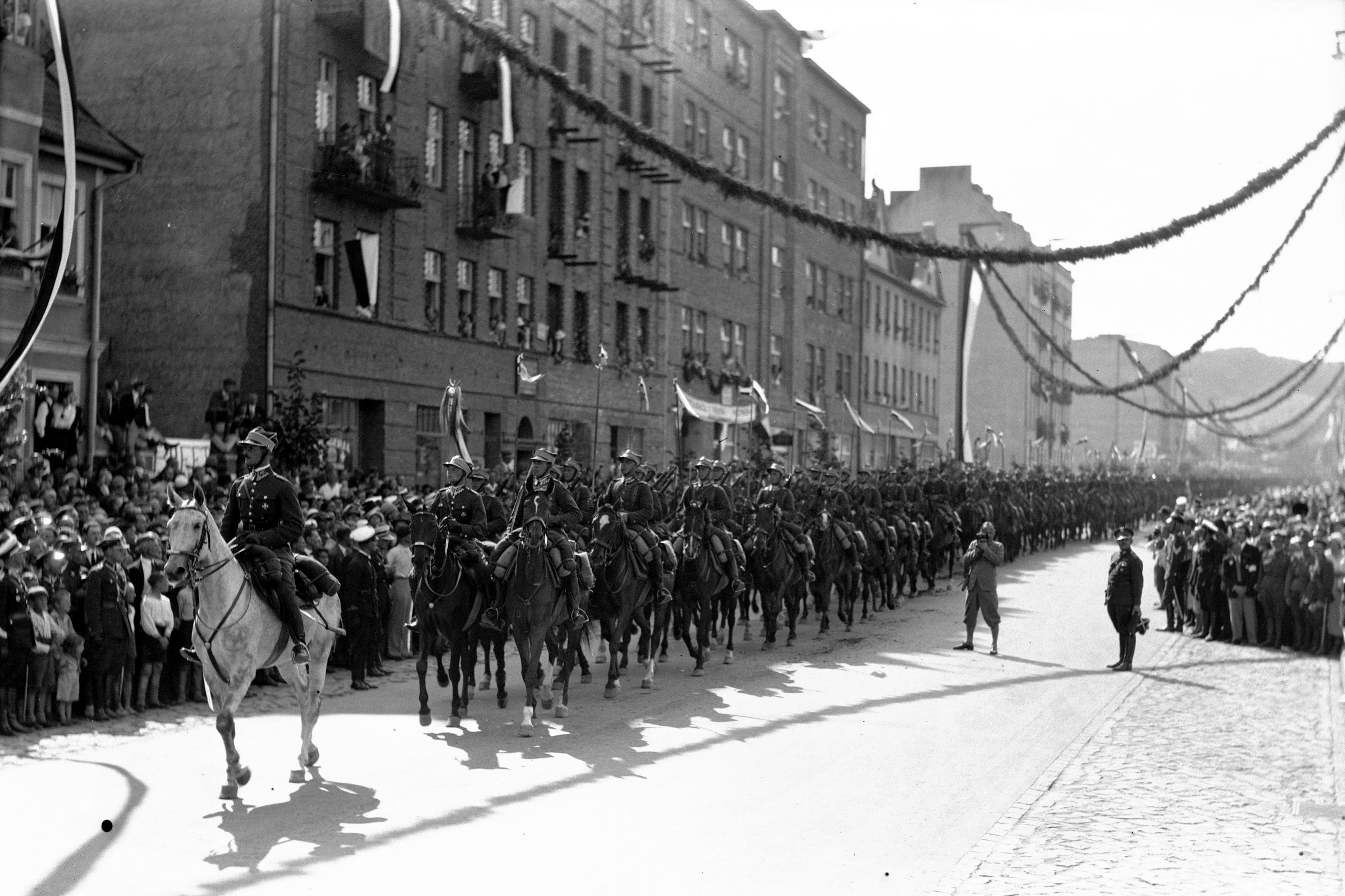
Obchody Święta Morza w Gdyni 1932 - kawalerzyści z 18 puł podczas defilady

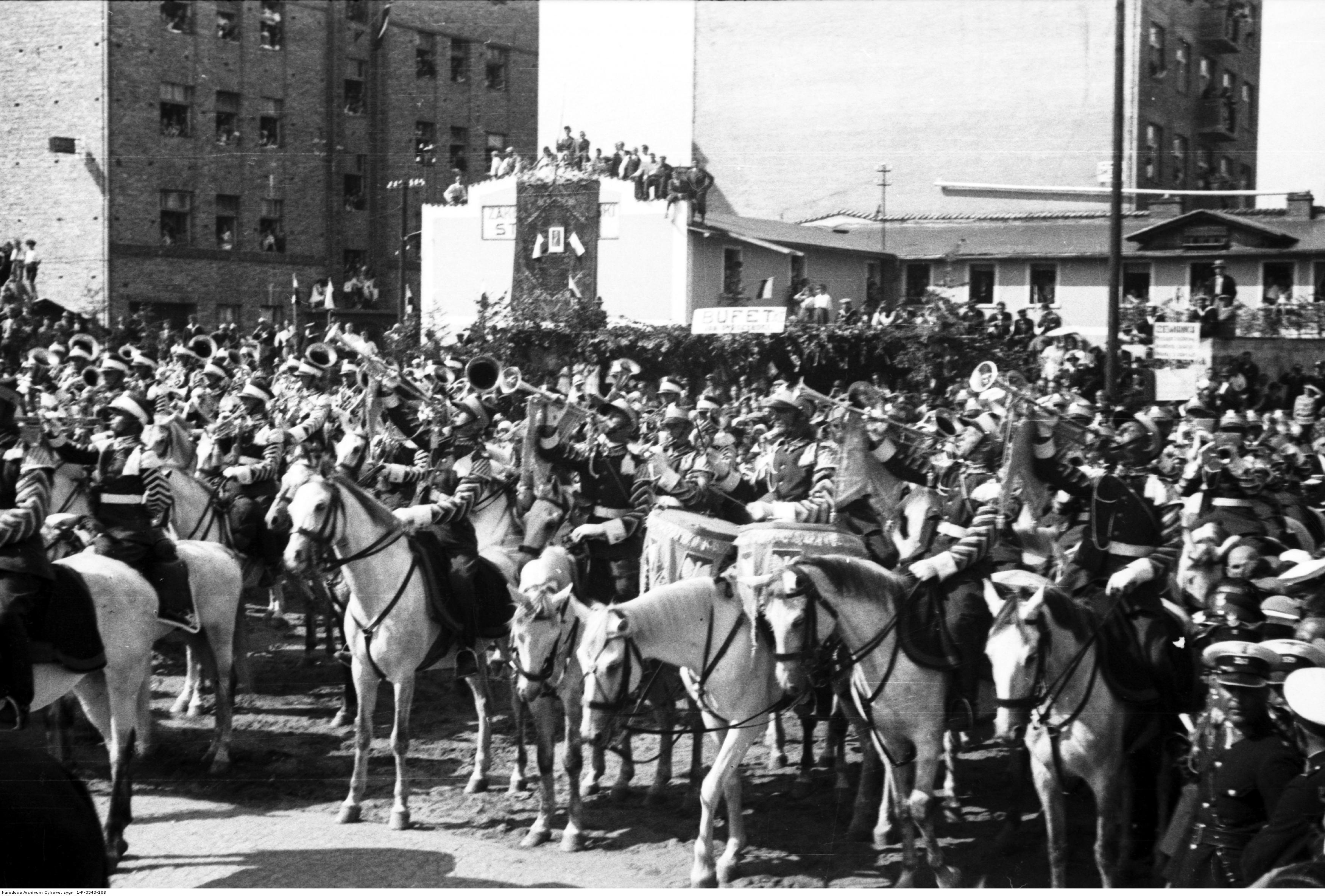
Obchody Święta Morza w Gdyni 1932 - kawalerzyści i orkiestra 18 puł

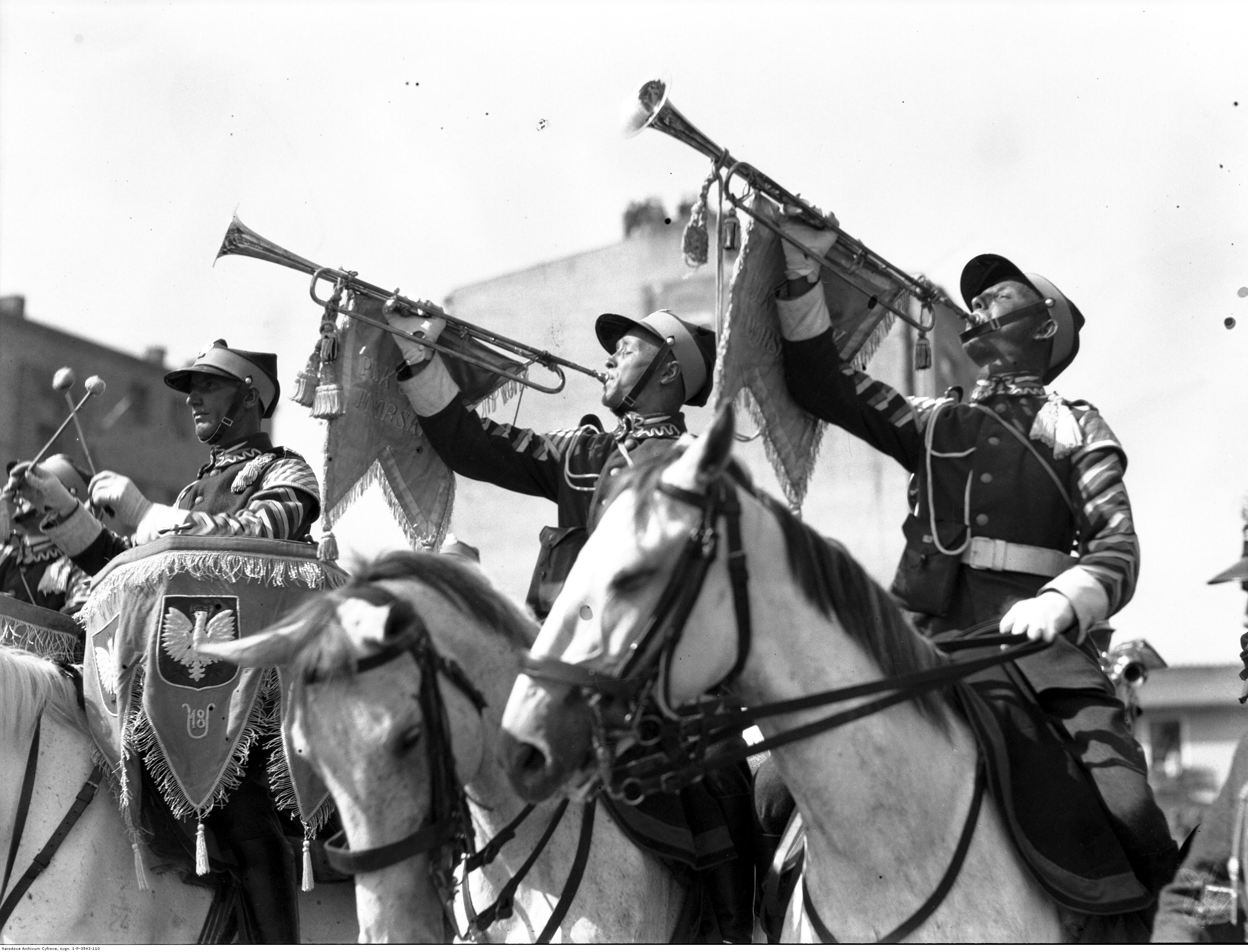
Obchody Święta Morza w Gdyni 1932 - orkiestra 18 puł podczas grania fanfar

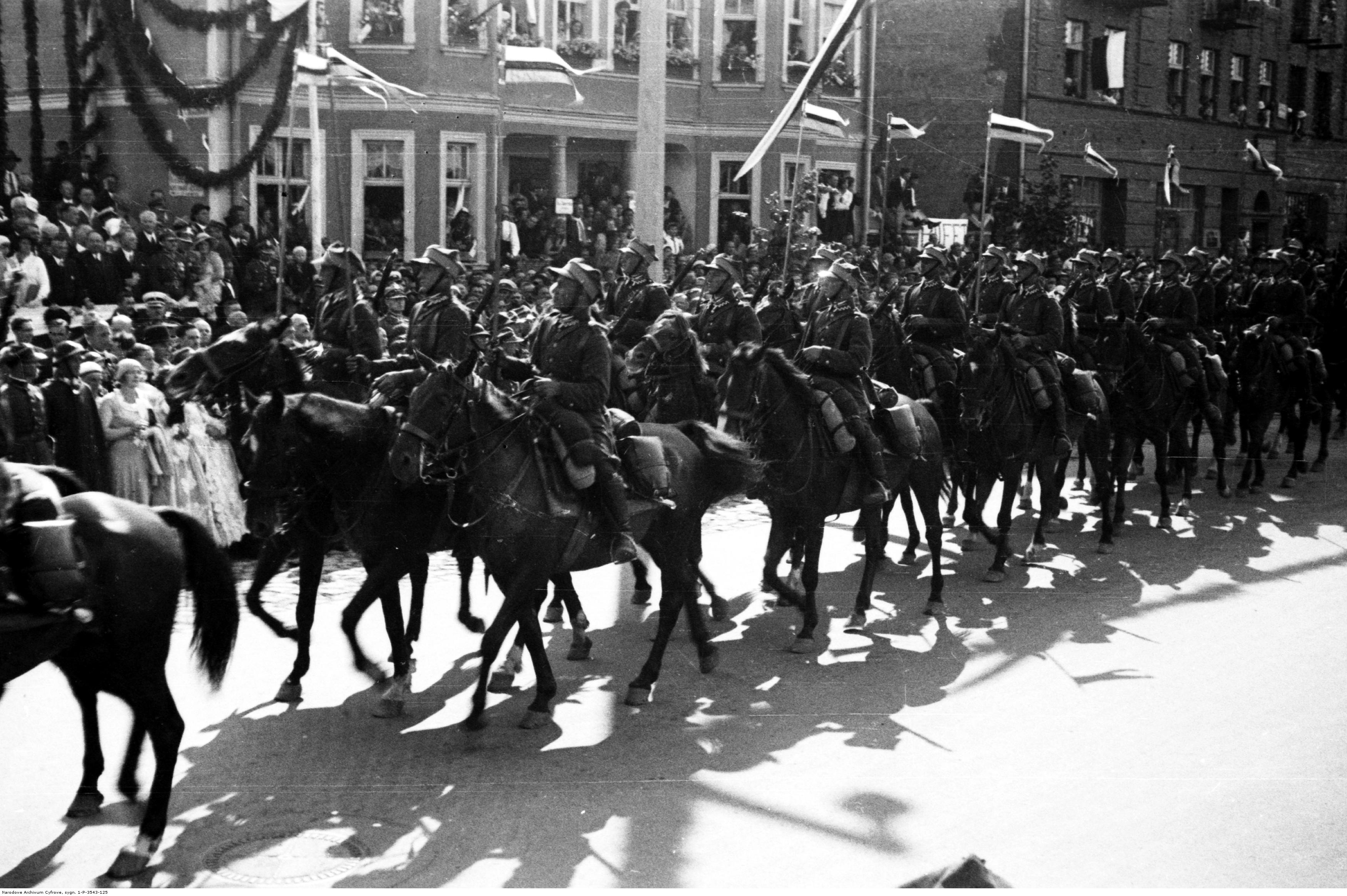
Obchody Święta Morza w Gdyni 1932 - kawalerzyści z 18 puł przed trybuną prezydenta RP Ignacego Mościckiego podczas defilady

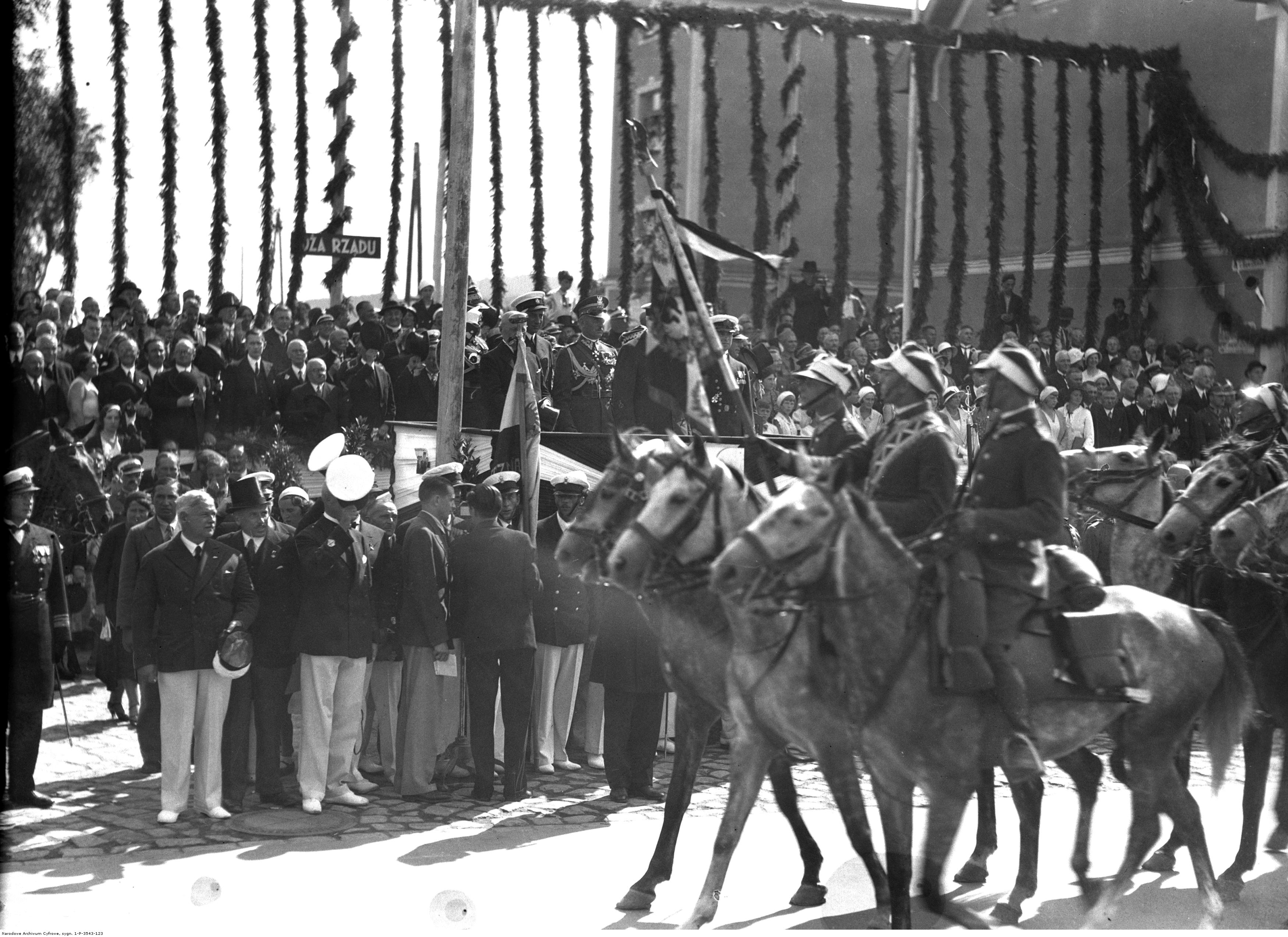
Obchody Święta Morza w Gdyni 1932 - kawalerzyści z 18 puł podczas defilady

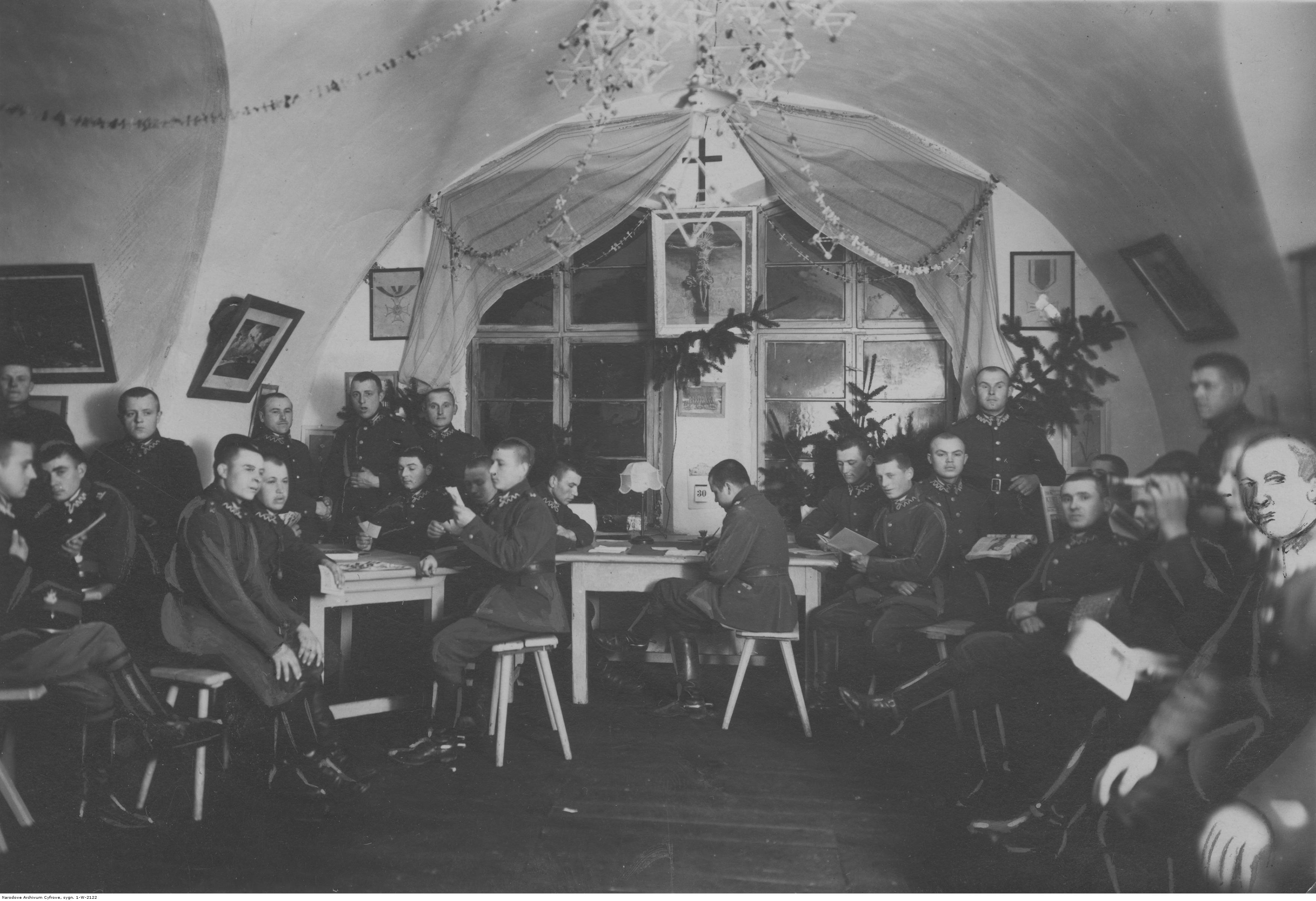
Świetlica Polskiego Białego Krzyża w szwadronie zapasowym 18 puł z Grudziądza w Toruniu

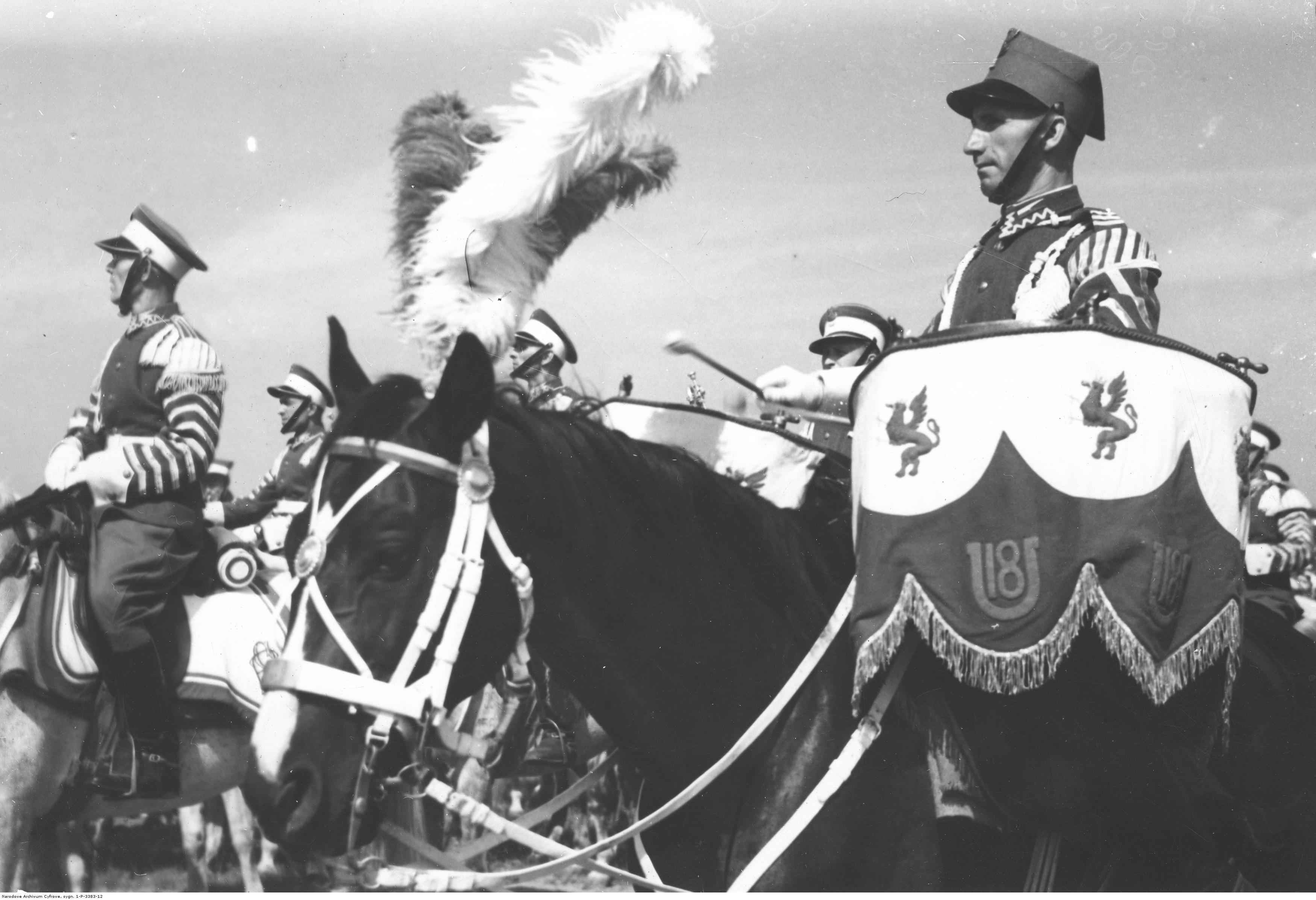
Uroczystości Święta Żołnierza 1938 w Wejherowie - dobosze orkiestry 18 puł

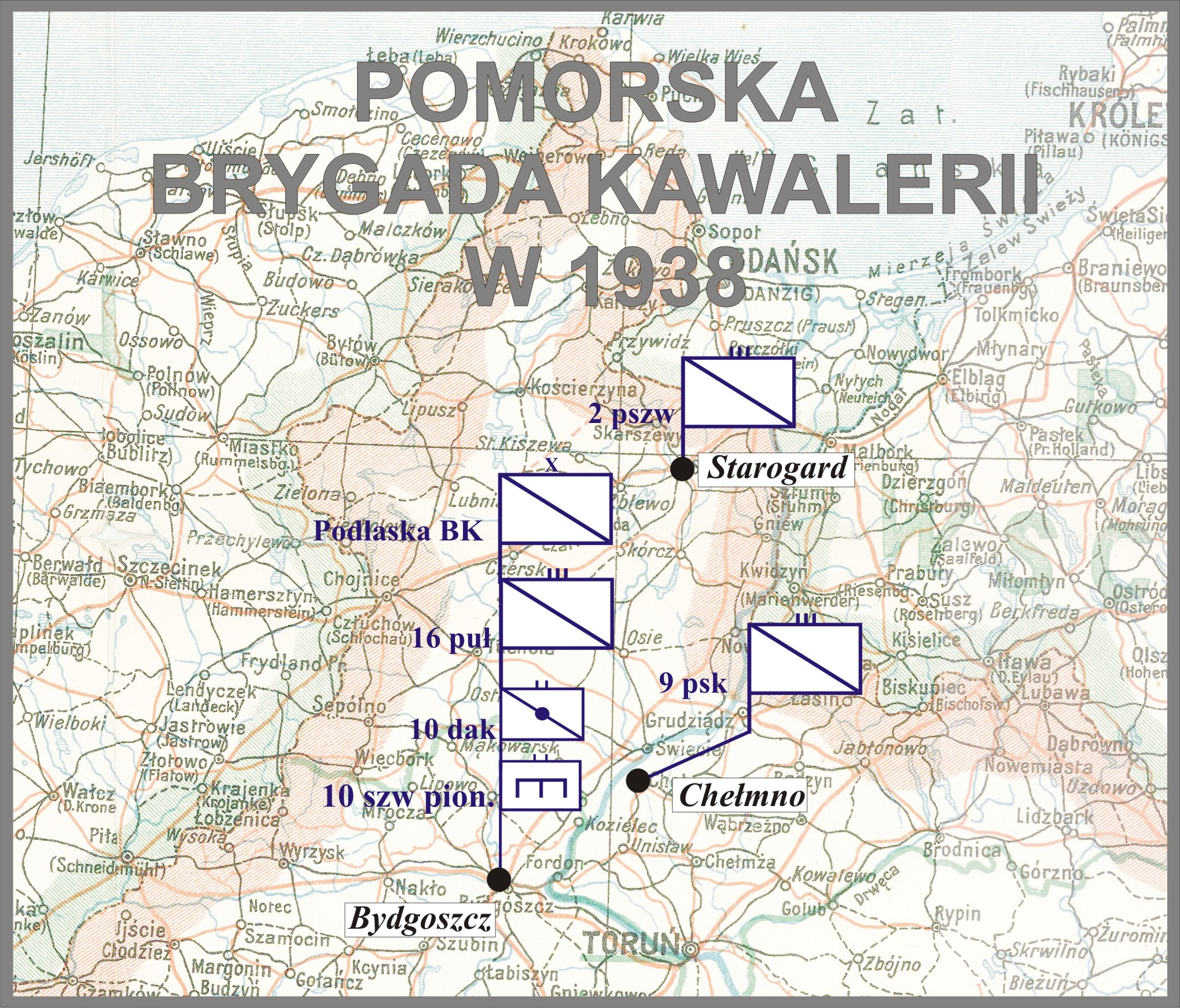

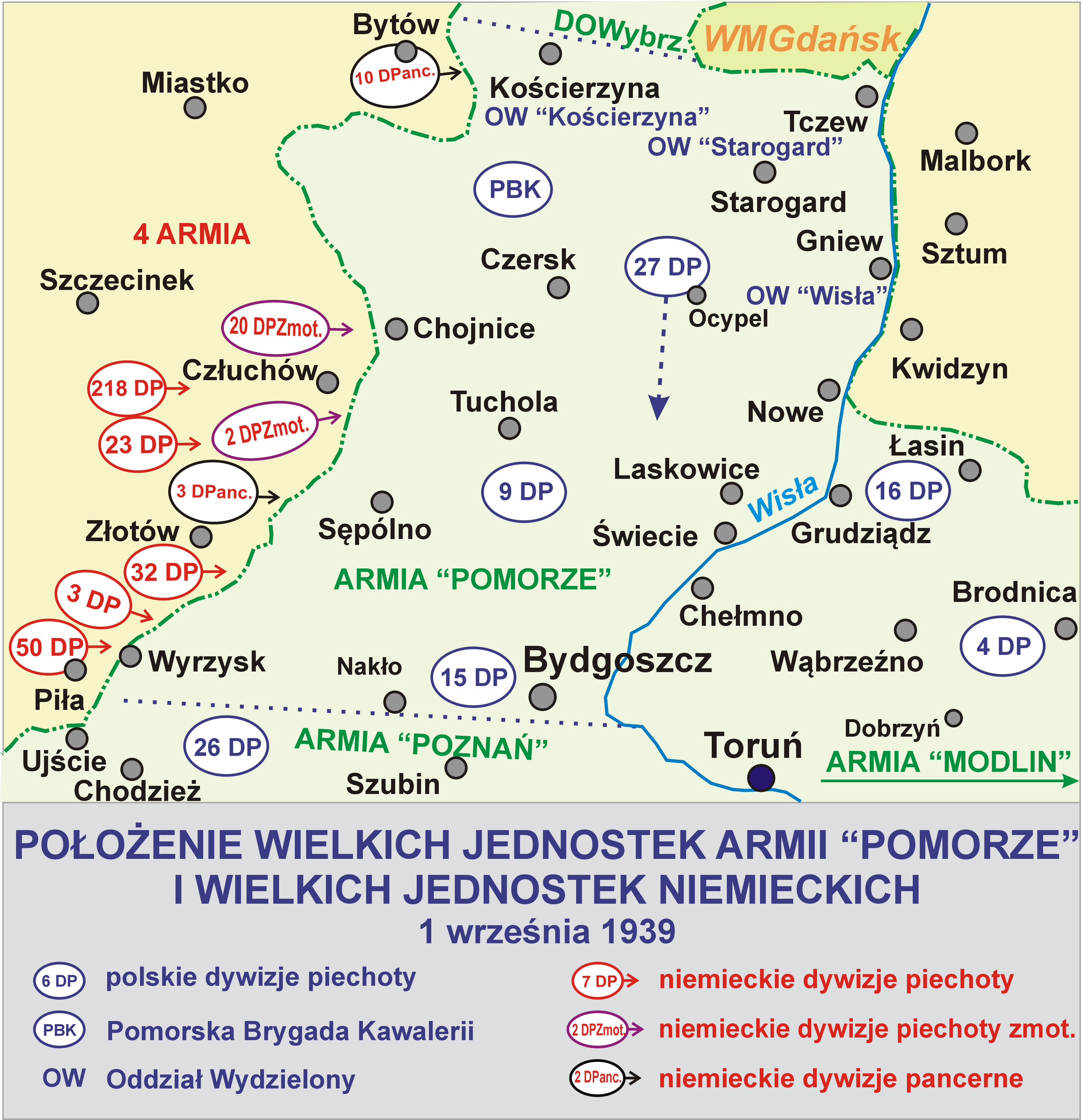
Pułk walczył w składzie PBK

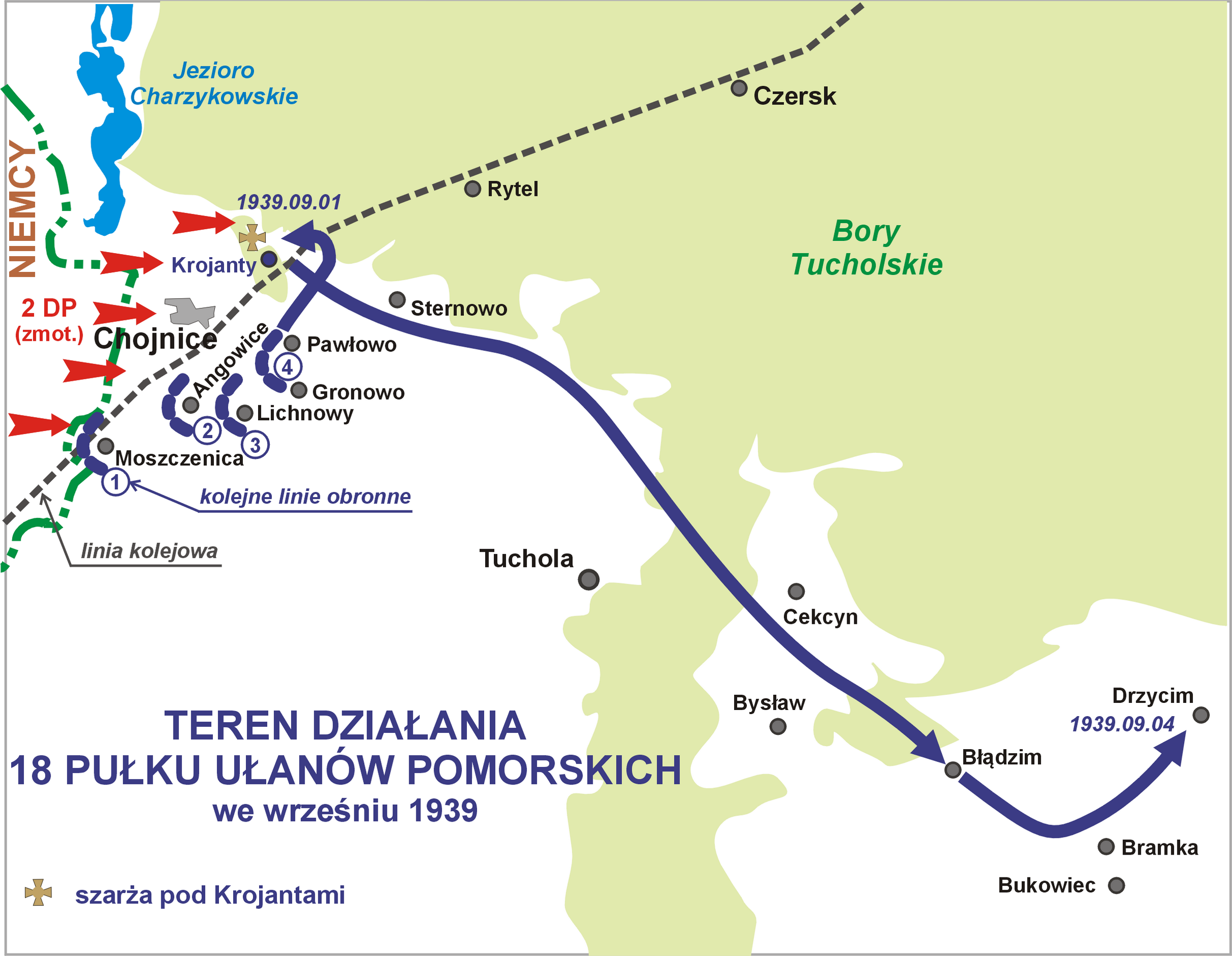
Tereny walk w 1939

Schemat szarży pod Krojantami

18 Pułk Ułanów Pomorskich (18 puł.) – oddział kawalerii Armii Wielkopolskiej i Wojska Polskiego II RP.
Sformowany w składzie Wojsk Wielkopolskich. Brał udział w zajmowaniu Pomorza przyznanego traktatem wersalskim Polsce.
Walczył w wojnie polsko bolszewickiej. Po okrążeniu przez Armię Czerwoną w lipcu 1920, przeszedł na Łotwę. 18 sierpnia powrócił do Polski przez Lipawę, Gdańsk i wziął udział w drugiej fazie bitwy nad Niemnem.
W kampanii wrześniowej pułk walczył w składzie Armii „Pomorze” w Pomorskiej Brygadzie Kawalerii. Najsłynniejsza szarża – 1 września 1939 bitwa pod Krojantami koło Chojnic. 4 września pułk został rozbity i przestał istnieć jako samodzielna jednostka. Żołnierze pułku walczyli w bitwie nad Bzurą, a jedynie nieliczni przebili się do walczącej Warszawy.
W okresie międzywojennym oddział stacjonował w garnizonie Toruń i Grudziądz (od września 1923)

## Formowanie pułku
Rozkazem dowódcy Wojska Wielkopolskiego gen. Józefa Dowbor-Muśnickiego, w kwietniu 1919, rozpoczęto organizować w Poznaniu jednostki kawalerii. Na podstawie rozkazu nr 201 Dowództwa Głównego Siły Zbrojnej Polskiej byłego zaboru pruskiego z 24 lipca 1919 roku przystąpiono do organizacji 5 pułku Ułanów Wielkopolskich. 30 lipca 1919 roku sprostowano nazwę oddziału na „4 pułk Ułanów Wielkopolskich”, a 2 sierpnia jednostka otrzymała nazwę wyróżniającą „Nadwiślański”. Dowódcą pułku został ppłk August Brochwitz-Donimirski, były oficer armii niemieckiej, a rozkazem Dowództwa Głównego nr 205 na zalążki wydzielono oficerów: rtm. Stanisława Ossowskiego, por. Kazimierza Prandota-Trzcińskiego, ppor. Władysława Buszkę i ppor. Klemensa Zielińskiego. Pułk, podobnie jak 1 pułk Ułanów Wielkopolskich miał liczyć 1150 ułanów i 1145 koni. Do końca października 1919 został zorganizowany 1 szwadron. Był dobrze wyszkolony i uzbrojony, posiadał pełne wyposażenie i był jednolicie umundurowany.
Na macierzysty garnizon wyznaczony został, zajęty jeszcze przez Niemców, Grudziądz. By nazwa bardziej obrazowała związki pułku z miejscem stacjonowania, w sierpniu 1919 po raz kolejny przemianowano pułk. Otrzymał on nazwę 18 pułku Ułanów Pomorskich. Oficjalnie zatwierdzono ją jednak dopiero w lutym 1920. W połowie stycznia jednostka zakwaterowana została w Toruniu, a w lutym przegrupowała się do Grudziądza, gdzie zajął koszary położone przy ulicy Radzyńskiej, późniejsze koszary Centrum Wyszkolenia Kawalerii. Do pułku meldowali się ochotnicy z Pomorza, których intensywnie szkolono. Do kwietnia zorganizowano i uzbrojono 1 dywizjon w składzie dwóch szwadronów. W Grudziądzu rozpoczęto formować 3 szwadron liniowy i szwadron zapasowy. Po uzyskaniu pełnej gotowości bojowej 29 maja dywizjon wyruszył na front polsko-bolszewicki.

## Udział pułku w zajęciu Pomorza w 1919 roku
Pod koniec 1919 pułk wszedł w skład wojsk Frontu Pomorskiego i rozpoczął działania bojowe związane z ustaleniami traktatu wersalskiego, a dotyczącymi powrotu Pomorza do Macierzy. 16 stycznia 1920 szwadron pułku wyruszył do Inowrocławia i tam rozpoczął akcję rewindykacyjną w myśl umów zawartych między przedstawicielami Polski i Niemiec.
Pułk stanowił straż przednią grupy bojowej, której zadaniem było zajęcie Torunia. 17 stycznia, około 7:00 w okolicy wsi Lipie doszło do walk z żołnierzami Grenzschutzu. Zginął pierwszy żołnierz pułku. 18 stycznia oddział wkroczył do Torunia, witany owacyjnie przez mieszkańców. Przed ratuszem nadburmistrz dr Hasse przekazał insygnia władzy w ręce dowódcy Dywizji Strzelców Pomorskich. Pogrzeb ułana – plut. Gerarda Pająkowskiego, poległego pod Lipiem, stał się wielką manifestacją polskości mieszkańców Torunia. Pochowano go na Cmentarzu Garnizonowym w Toruniu.

## Walki pułku z bolszewikami w 1920 roku
W maju 1920 sytuacja na froncie nie była dla Polski korzystna. 1 Armia została odrzucona głęboko do tyłu. Domagano się posiłków. Naczelne Dowództwo wysyłało na front nie w pełni sformowane oddziały.
29 maja I dywizjon 18 pułku pod dowództwem rtm. Ossowskiego, transportem kolejowym z Grudziądza, został skierowano na teren działań operacyjnych frontu północno-wschodniego. W skład dywizjonu wchodziły dwa szwadrony liniowe z trzema dodatkowymi ckm – razem: 2 oficerów, 8 podchorążych oraz 162 ułanów. Podporządkowany został dowódcy I Brygady Jazdy Armii Rezerwowej. Początkowo dywizjon otrzymał zadanie ubezpieczania prawego skrzydła ugrupowania brygady i współdziałając z 11 puł na kierunku Rabowo – Bukowo – Miory – Czeress prowadzić działania rozpoznawczo–patrolowe. Stacza zwycięskie potyczki pod Miorami, Krukami Nowymi i Wianużą. Po odrzuceniu wojsk sowieckich za Berezynę i Autę I Brygada Jazdy została wysłana pod Kijów, zaś dywizjon pozostał w rejonie Dryssy.
W nocy z 3 na 4 lipca Armia Czerwona rozpoczęła ofensywę. Dywizjon 18 puł został przetransportowany w rejon frontu południowo-wschodniego i przydzielony do XV Brygady z 8 DP. Patrolował tam i ubezpieczał przydzielony brygadzie odcinek Dźwiny.
4 lipca broniąc lewego skrzydła dywizji ułani utrzymali swoje pozycje, skutecznie powstrzymując natarcie oddziałów kawalerii Gaja prowadzone wzdłuż Dźwiny. 5 lipca, w wyniku braku współdziałania z piechotą, dywizjon został od południa i zachodu oskrzydlony i przyparty pod Drują do Dźwiny. Sytuacja stała się krytyczna. Dowódca dywizjonu powziął decyzję pokonać całym oddziałem rzekę wpław, przejść na terytorium neutralnej Łotwy, maszerować na Dyneburg i dołączyć do polskich oddziałów znajdujących się na południe od tej miejscowości.
Łotwa początkowo przyjęła gościnnie polskie oddziały, jednak 22 lipca władze łotewskie nakazały przetransportować dywizjon koleją z Dyneburga do Rygi. Z Rygi ułani pomaszerowali do Lipawy (ros. Libawy) i od 26 lipca oczekiwali na statek. 30 lipca przypłynął z Gdańska polski statek „Pomorzanin”, który mógł zabrać tylko 60 ludzi z oddziału pieszego.
11 sierpnia Łotwa zawarła pokój z Rosją i zachodziła obawa że Łotysze rozbroją pułk. By uniknąć rozbrojenia, w tajemnicy przed władzami łotewskimi, dywizjon opuścił swój rejon wyczekiwania i pomaszerował w kierunku wolnego miasta Kłajpedy, zajętego przez wojska francuskie. Dotarł pod Połągę, gdzie jednak został rozbrojony. Z pomocą amerykańskiego czerwonego krzyża ułani otrzymali cywilne ubrania, ponieważ mundury nie nadawały się już do użytku. Część dywizjonu została zaokrętowana na statki „Saratow” i odpłynęła w kierunku Gdańska, pozostali czekali na „Pomorzanina”, który odpłynął z Połągi 15 sierpnia. Jednak na skutek szalejącej na Bałtyku burzy musiał schronić się, na dobę, w porcie w Kłajpedzie.
18 sierpnia statki stanęły na redzie w Gdańsku. Z powodu wrogich nastrojów ludności niemieckiej dywizjon wyładował się na polskim brzegu w rybackiej wiosce Gdynia. Po trzydniowym odpoczynku wyruszył marszem do Kartuz a stamtąd transportem kolejowym do Torunia, do którego przybył 22 sierpnia.
Do połowy września 1920 pułk reorganizował się w Toruniu. Tym razem składał się z czterech szwadronów liniowych, szwadronu ckm, plutonu łączności i drużyny dowódcy pułku. Liczył 21 oficerów, 11 podchorążych, 630 szeregowców, 610 koni i 6 ckm. 15 września pułk został przewieziony koleją do stacji Hajnówka i Narewka. Tam pułk rozdzielono. Jego 3. szwadron podporządkowano dowódcy 16 Dywizji Piechoty i odtąd występował w charakterze kawalerii dywizyjnej. Pozostała część pułku weszła w skład 4 Armii.
19 września 1920 pułk został przydzielony do grupy operacyjnej gen. Władysława Junga, w skład XXIX Brygady Piechoty płk Stanisława Wrzalińskiego i wraz z dwoma batalionami 59 pp i 1/15 pułku artylerii miał zająć Nowy Dwór. Jako rejon wyjściowy do działań wskazano zaścianek Józefin.
22 września o godz. 4.00 pułk wyruszył z Pieniążek i przez Popielewszczyznę, Heleny, Kletno, Radeck przybył do Józefina, gdzie zastał tylko jedną kompanię 59 pp w walce z przeciwnikiem. Wróg obsadził wejście na groblę przez błota na trakcie Józefin–Ludwinowo–Nowy Dwór. Idący w szpicy spieszony pluton 1 szwadronu z marszu zaatakował groblę. W ślad za nim uderzył 1. i 2 szwadron. Po walce pułk ześrodkował się w Ludwinowie. Dowódca oddziału podjął decyzję o samodzielnym ataku na Nowy Dwór. Główne uderzenie wykonał 2 szwadron pod dowództwem por. Klemensa Zielińskiego. Zaskoczenie było zupełne. Przeciwnik w panice porzucił okopy i wycofał się. Nowy Dwór został zdobyty.
W nocy z 23 na 24 września pułk, wykonując zadanie obejścia na kierunku wołkowyskim, napotkał oddziały sowieckiej 27 DP. Szpica przednia pod dowództwem por. Kłopotowskiego uderzyła na biwakującą we wsi Krzesła piechotę wroga. Natarcie spotęgował 1 szwadron. Jednak nawet kolejne uderzenie 4 szwadronu nie zakończyło się pełnym sukcesem. Siły główne pułku wycofały się, ale działający na prawym skrzydle 2 szwadron zajął w szyku konnym wieś Klepacze.
Walki te spowodowały dezorganizację dążących do Wołkowyska odwodów Armii Czerwonej. 2 października 15 DP osiągnęła linię dawnych okopów niemieckich. Przeciwnik zajął w nich bardzo dogodne stanowiska między Michowiczami a Skrobowem. Gen. Jung zdecydował się na szarżę kawalerii 1 szwadronu z 18 p.uł. Po przygotowaniu artyleryjskim por. Prandota-Trzciński wyprowadził swój szwadron z lasu. Na widok szarżujących ułanów bolszewicy ratowali się ucieczką. Za akcję pod Skrobowem, a także wcześniejsze, 18 puł otrzymał pochwałę w rozkazie gen Junga: „18 Pułk Ułanów wniósł zamieszanie w szeregi 27 dywizji sowieckiej i ułatwił sytuację XXIX Brygadzie Piechoty znajdującej się w ciężkim boju z przeciwnikiem. W imieniu służby wyrażam uznanie i dziękuję wszystkim oficerom i ułanom 18 pułku, a zwłaszcza dowódcy pułku majorowi Jezierskiemu oraz rannym oficerom: porucznikowi Monwid-Olechnowiczowi, ppor. Buterlewiczowi i ppor. Kłopotowskiemu – i życzę im szczęścia i powodzenia w dalszej służbie ku chwale Ojczyzny”.
Dalsze działanie pułku pościg za cofającym się przeciwnikiem. W zgrupowaniu kawalerii płk Ignacego Mielżyńskiego a następnie w ramach 16 DP w walkach o miejscowości Poryszew i Kamionka i forsował Łoszę. 16 października zajął miejscowości: Tołkaczew i Szack. Tu otrzymał wiadomość o zawieszeniu broni i odszedł na linię demarkacyjną. Służbę dozorową pełnił na różnych odcinkach do 5 maja 1921 kiedy to wrócił do macierzystego garnizonu.

### Kawalerowie Virtuti Militari
| Żołnierze pułku odznaczeni Krzyżem Srebrnym Orderu Wojskowego Virtuti Militari za wojnę 1918–1920 | Żołnierze pułku odznaczeni Krzyżem Srebrnym Orderu Wojskowego Virtuti Militari za wojnę 1918–1920 | Żołnierze pułku odznaczeni Krzyżem Srebrnym Orderu Wojskowego Virtuti Militari za wojnę 1918–1920 |
| ------------------------------------------------------------------------------------------------- | ------------------------------------------------------------------------------------------------- | ------------------------------------------------------------------------------------------------- |
| wachm. Leon Bęcwołek                                                                              | pchor. Juliusz Chmielowski                                                                        | wachm. Leon Cieślicki                                                                             |
| ppor. Aleksander Iznoskoff                                                                        | mjr Anatol Jezierski                                                                              | ppor. Michał Kłopotowski                                                                          |
| por. Jan Monwid-Olechnowicz                                                                       | rtm. Lucjan Nestorowicz                                                                           | ppor. Władysław Niegowski                                                                         |
| pchor. Henryk Niezabitowski                                                                       | por. Kazimierz Prandota-Trzciński                                                                 | ułan Marian Rafiński                                                                              |
| pchor. Hipolit Roszczynialski                                                                     | kpr. Maksymilian Ubowski                                                                          | por. Klemens Zieliński                                                                            |

Ponadto Krzyżem Walecznych zostało odznaczonych 61 oficerów i szeregowych. Wśród odznaczonych był ppor. Wacław Deluga (1896–1924).

## Pułk w okresie pokoju
Po zakończeniu działań wojennych pułk wrócił do Torunia i tam pozostał do 1923. Eksterytorialnie wchodził wtedy w skład I Brygady Jazdy. We wrześniu 1923 został przeniesiony do Grudziądza, gdzie zajął cytadelę. W Toruniu pozostał jego szwadron zapasowy. Wiosną 1924 wszedł  w skład XV Brygady Kawalerii. 15 maja 1928 pułk podporządkowany został  komendantowi Centrum Wyszkolenia Kawalerii. W kwietniu 1929, w wyniku reorganizacji kawalerii, 18 puł.  włączono w skład nowo utworzonej Brygady Kawalerii „Toruń", która od 24 kwietnia 1934, w związku z przeniesieniem siedziby jej dowództwa do Bydgoszczy, zmieniła nazwę na Brygada Kawalerii „Bydgoszcz”. Od 1 kwietnia 1937 pułk był organicznym oddziałem Pomorskiej Brygady Kawalerii.
Koszary pułku
Po zakończeniu służby na pograniczu polsko-sowieckim, 18 pułk ułanów skierowano do Torunia i 5 maja 1921 zajął on Koszary Poniatowskiego położone w rejonie ulic: Adama  Mickiewicza – Mikołaja Reja – Władysława Broniewskiego, zajmowane do 1914 przez niemiecki 4 pułk ułanów. We wrześniu 1923 pułk zwolnił toruńskie koszary na korzyść 8 pułku artylerii ciężkiej i przeniósł się do Grudziądza. Kwaterą w Grudziądzu stały się kazamaty forteczne tamtejszej cytadeli. 3. szwadron kwaterował w sąsiednich Koszarach Jagiełły. W okresie międzywojennym na dziedzińcu cytadeli wybudowano kilka nowych budynków, w tym stajnie i kuźnię. 
Zachowane do dziś (2020) budynki koszarowe w Toruniu, wzniesione z muru pruskiego, pełnią funkcje mieszkalne. Mieści się tam również przedszkole. W dobrym stanie zachowały się także kazamaty grudziądzkiej cytadeli. Zajmują je 13 Wojskowy Oddział Gospodarczy, 1 Rejonowe Warsztaty Techniczne i Skład Grudziądz 1 Regionalnej Bazy Logistycznej. Koszary Jagiełły są jednym z obiektów Centrum Szkolenia Logistyki. 
Konie
Pułk starał się ujednolicać maści koni w szwadronach według następujących kryteriów: 1. szwadron – brudne kasztany, 2. szwadron – jasnogniade, 3. szwadron – ciemnogniade, 4. szwadron – skarogniade, szwadron ciężkich karabinów maszynowych – kare, pluton łączności – kasztany.
| Pułk w planie mobilizacyjnym „S”       | Pułk w planie mobilizacyjnym „S” | Pułk w planie mobilizacyjnym „S” |
| Nazwa pododdziału                      | Termin                           | Miejsce mobilizacji              |
| -------------------------------------- | -------------------------------- | -------------------------------- |
| dowódca pułku z drużyną                | alarm                            | Grudziądz                        |
| pluton łączności                       | alarm                            | Grudziądz                        |
| 1÷4 szwadrony                          | alarm                            | Grudziądz                        |
| szwadron karabinów maszynowych         | alarm                            | Grudziądz                        |
| szwadron pionierów nr 108              | alarm                            | Toruń                            |
| szwadron kawalerii nr 46               | 6                                | Toruń                            |
| pluton ckm nr 46                       | 6                                | Toruń                            |
| szwadron kawalerii nr 34               | 7                                | Toruń                            |
| pluton ckm nr 34                       | 7                                | Toruń                            |
| kolumna taborowa nr 861                | 8                                | Toruń                            |
| kolumna taborowa nr 865                | 8                                | Toruń                            |
| kolumna taborowa nr 866                | 8                                | Toruń                            |
| kolumna taborowa nr 869                | 8                                | Toruń                            |
| Kwatera Główna nr 108 (I eszelon)      | alarm                            | Toruń                            |
| Kwatera Głowna nr 108 (?) (II eszelon) | 4                                | Toruń                            |
| poczta polowa nr 60                    | 4                                | Toruń                            |
| sąd polowy nr 108                      | 4                                | Toruń                            |
| uzupełnienie do czasu „W”              | 8                                | Toruń                            |
| szwadron marszowy 1/18 puł             | 18                               | Toruń                            |
| pluton marszowy nr 1/46                | 30                               | Toruń                            |
| pluton marszowy nr 1/34                | 30                               | Toruń                            |
| szwadron zapasowy                      | do 15                            | Toruń                            |

| Obsada personalna i struktura organizacyjna w marcu 1939 | Obsada personalna i struktura organizacyjna w marcu 1939 |
| Nazwisko                                                 | Stopień, imię i nazwisko                                 |
| -------------------------------------------------------- | -------------------------------------------------------- |
| dowódca pułku                                            | ppłk kaw. Tadeusz Kurnatowski                            |
| I zastępca dowódcy                                       | ppłk dypl. kaw. Eugeniusz II Chrzanowski                 |
| adiutant                                                 | rtm. Wacław I Godlewski                                  |
| lekarz medycyny                                          | por. lek. Ziemisław Marian Kański                        |
| lekarz weterynarii                                       | kpt. lek. wet. Roman Kostrzewski                         |
| II zastępca dowódcy (kwatermistrz)                       | mjr kaw. Stanisław Malecki                               |
| oficer mobilizacyjny                                     | rtm. Bolesław Emich                                      |
| zastępca oficera mobilizacyjnego                         | por. kaw. Jan Alfred Baranowski                          |
| oficer administracyjno-materiałowy                       | por. kaw. Tadeusz Kaczyński                              |
| dowódca szwadronu gospodarczego                          | rtm. Wacław I Godlewski                                  |
| oficer gospodarczy                                       | kpt. int. Stefan Pannert                                 |
| oficer żywnościowy                                       | chor. Leon Cieślicki                                     |
| dowódca plutonu łączności                                | rtm. Szczęsny Szach-Bej-Krummel                          |
| dowódca plutonu kolarzy                                  | por. kaw. Witold Alfons Łoziński                         |
| dowódca plutonu ppanc.                                   | por. kaw. Jerzy Głyba-Głybowski                          |
| dowódca 1 szwadronu                                      | rtm. Zygmunt Szpotański                                  |
| dowódca plutonu                                          | por. kaw. Witold Alfons Łoziński                         |
| dowódca plutonu                                          | ppor. kaw. Stanisław Henryk Jełowicki                    |
| dowódca plutonu                                          | ppor. kaw. Feliks Morkowski                              |
| dowódca 2 szwadronu                                      | rtm. dypl. Janusz Łoś                                    |
| dowódca plutonu                                          | ppor. kaw. Tadeusz Michał Rawski                         |
| dowódca plutonu                                          | ppor. Jerzy Herman Wochnik                               |
| p.o. dowódcy 3 szwadronu                                 | ppor. kaw. Roman Hipolit Ignacy Ciesielski               |
| dowódca plutonu                                          | ppor. kaw. Włodzimierz Stanisław Michałowski             |
| dowódca 4 szwadronu                                      | rtm. Eugeniusz Świeściak                                 |
| dowódca plutonu                                          | ppor. kaw. Kazimierz Stanisław Uranowicz                 |
| dowódca szwadronu km                                     | rtm. Zygmunt Ertman                                      |
| dowódca plutonu                                          | por. kaw. Ryszard Koziełł-Poklewski                      |
| dowódca szwadronu zapasowego                             | mjr adm. (kaw.) Aleksander Iznoskoff                     |
| zastępca dowódcy                                         | rtm. Leonard Fijałkowski                                 |
| na kursie                                                | rtm. Jan Kazimierz Franciszek Ładoś                      |
| na kursie                                                | por. kaw. Józef Just                                     |
| na kursie                                                | por. kaw. Józef Karczewski                               |
| na kursie                                                | por. kaw. Antoni Szlosowski                              |

## 18 p uł. w kampanii wrześniowej

### Mobilizacja pułku
Od lipca 1939 roku 18 pułk ułanów przebywał na manewrach letnich w rejonie Tuchola–Chojnice. W ramach tych manewrów budował w pobliżu Chojnic 5 km umocnień polowych. Po zakończeniu manewrów i prac 23 sierpnia w rejonie na południe od Chojnic pozostał wzmocniony dywizjon pułku pod dowództwem rtm. Z. Ertmana z zadaniem osłony 1 batalionu strzelców. Pozostałość pułku odeszła do garnizonu w Grudziądzu. 24 sierpnia od godz.8.00 18 pułk ułanów rozpoczął mobilizację alarmową w grupie jednostek oznaczonych kolorem „żółtym”. 
18 pułk ułanów był Jednostką mobilizującą. Zgodnie z planem mobilizacyjnym „W” dowódca pułku był odpowiedzialny za przygotowanie i przeprowadzenie mobilizacji jednostek wpisanych na jego tabelę mobilizacyjną: 
- 18 pułku ułanów, w organizacji i na etatach wojennych, w czasie od A+18 do A+24,
- szwadronu kolarzy nr 8, w czasie A+30.

W ramach I rzutu mobilizacji powszechnej 
- Ośrodka Zapasowego Kawalerii „Garwolin” Pomorskiej Brygady Kawalerii[22].

Jednostką mobilizującą był również szwadron zapasowy 18 puł. w Toruniu, który w tej samej grupie mobilizacji alarmowej zmobilizował:
- park intendentury typ II nr 841, w czasie A+36,
- szwadron marszowy nr 3 Pomorskiej BK (18 puł.), w czasie A+60
- uzupełnienie marszowe szwadronu kolarzy nr 8, w czasie A+60[22].

Ponadto 18 puł. wydzielał 3 podoficerów jako zawiązek dla mobilizowanego przez Komendę Rejonu PW Konnego 16 DP w Grudziądzu szwadronu kawalerii dywizyjnej nr 16. Szwadron walczył od 1 do 28 września 1939 w składzie 16 DP.
26 sierpnia 1939 roku pułk pomaszerował w rejon na południe od Chojnic w rejon stacjonowania dywizjonu rtm. Ertmana. 26 sierpnia zostały załadowane do transportu kolejowego nadwyżki mobilizacyjne pułku i pojechały do Garwolina, gdzie organizował się Ośrodek Zapasowy Pomorskiej Brygady Kawalerii.

### Działania bojowe
26 sierpnia 1939 pułk wszedł w skład Zgrupowania „Chojnice”. Dowódca 18 puł płk Kazimierz Mastalerz dowodził lewym odcinkiem południowego ugrupowania osłony. W swojej dyspozycji posiadał też 2 baterię 11 dywizjonu artylerii konnej.
Zadaniem ugrupowania osłony było: 

...z zajmowanego rejonu stale, a w szczególnie w nocy rozpoznawać patrolami na kierunku Moszczenica-Deręgowice – do linii szosy Zamarte-Chojnice celem ubezpieczenia południowego pasa działania i stwierdzenia ewentualnego ruchu nieprzyjaciela. W wypadku rozpoczęcia akcji przez przeciwnika 18 pułk ułanów przejdzie do rejonu Deręgowice-Moszczenica, skąd osłaniać będzie obronę Chojnic. Pod naporem przeważających sil przeciwnika powstrzymywać go na kierunku: Lichnowy-Sternowo-Rytel

#### Obrona południowego odcinka Zgrupowania „Chojnice”
Na podstawie rozkazu dowódcy Zgrupowania, dowódca pułku ugrupował pułk w dwie linie. Pierwszą linię obrony wyznaczały miejscowości: Angowice, Moszczenica i Angowo. Obsadzone: Angowice przez wzmocniony ckm 2 szwadron, 1 szwadron wzmocniony ckm w lesie na płd. od Angowic, w Nowym Dworze 3 szwadron bez plutonu. pół plutonu łączności – dowódca mjr Stanisław Malecki. Druga linia obrony stanowiła jednocześnie odwód i koncentrowała się na miejscowości Lichnowy. W składzie; 4 szwadron, pluton 3 szwadronu, pół szwadronu ckm, pluton kolarzy. Jej dowódcą był rtm. Zygmunt Ertman. Miejsce postoju dowódcy pułku znajdowało się w Lichnowym, w okolicach wzgórza 163.
O 5:00 niemiecki 76 pułk piechoty zmotoryzowanej, oraz III batalion 90 pp zmot. wsparty artylerią, ze składu 20 DPZmot. rozbił placówki pierwszej linii obrony. 1 szwadron w walce utracił swój II pluton i armatę ppanc. Wycofanie odbywało się pod ciągłym ogniem broni maszynowej. Dopiero wsparcie artylerii umożliwiło oderwanie się szwadronów od nieprzyjaciela. Na drugiej linii został chwilowo zatrzymany. W Lichnowach pluton ppanc. zniszczył 1 samochód pancerny i ciężko uszkodził dwa pozostałe z niemieckiego 20 dywizjonu rozpoznawczego, obsługi ckm opl. 2 baterii 11 dak zestrzeliły niemiecki samolot He 45. Niemcy uzyskali jednak powodzenie w rejonie Kamienia, gdzie bronił się oddział Straży Granicznej oraz przełamując obronę 1 bs w rejonie walki z obsadą niemieckiego pociągu pancernego w Chojnicach. W wyniku oskrzydlenia od południa i północy ok. godz.10.00 płk Mastalerz postanowił wycofać swoje szwadrony na nową linię obrony w rejonie: Pawłowo – wzgórze Racławki. Straty pułku to ok. 90 poległych, rannych i w niewoli 2 ckm i 1 armata ppanc, głównie z 1, 2 szwadronów, szwadronu ckm i plutonu ppanc. 18 pułk obsadził linię obrony na dominujących wzgórzach mając w linii 1, 2, 3 szwadrony i część 4 szwadronu wzmocnione szwadronem ckm i armatami ppanc. południowe skrzydło osłaniał pluton kolarzy z armatą ppanc, odwód pułku w Sternowie część 4 szwadronu z dwoma ckm. Ok. godz.12.00 18 p uł. przy wydatnym wsparciu baterii 2/11 dak odparł niemieckie natarcie II i III batalionów 76 pp zmot.. O godz.13 na stanowiska pułku wyszło kolejne natarcie niemieckich I i III batalionów 76 pp zmot., ponownie odparte z takim samym skutkiem przez artylerię i broń maszynową pułku. Po godz.14 pod osłoną ognia baterii 2/11 dak i szwadronu ckm pułku rozpoczęto odwrót wszystkich pododdziałów na nową rubież obrony od jeziora Wysockiego, przez Nową Cerkiew do szosy Chojnice-Czersk. Natarcie niemieckiego I batalionu 76 pp zmot. na Nową Cerkiew zostało odparte przez 2 szwadron, lecz groźbą oskrzydlenia pozycji wysuniętych 2 i 3 szwadronu przez kolejny batalion 76 pp zmot. wymusiło wycofanie ich na rubież Sternowo-Jakubowo-Jeziorki. Po godz.15 dowódca 18 p uł. otrzymał rozkaz od dowódcy Zgrupowania „Chojnice” płk. Majewskiego o wykonaniu przeciwnatarcia przez pułk na nacierającą piechotę niemieckiej z 20. DPZmot., o 17.00 doręczony został przez por. G. Cydzika pisemny rozkaz od gen. gen. S. Grzmota-Skotnickiego dowódcy Grupy Operacyjnej "Czersk" do płk. Mastalerza potwierdzający wcześniejszy rozkaz.

#### Walki w osłonie wycofującej się piechoty ze Zgrupowania „Chojnice”
W rejon pułku przybył szwadron czołgów TK z 81 dywizjonu pancernego. Po zapoznaniu się z zadaniem, dowódca pułku zaplanował i zdecydował: 3 i 4 szwadronem (każdy bez jednego plutonu) oba wsparte szwadronem ckm, plutonami ppanc, kolarzy i plutonem czołgów rozpoznawczych TK utrzymywać rubież Jeziorki, Sternowo ze wsparciem 2/11 dak, jednocześnie aktywnie wiązać oddziały niemieckie w rejonie Nowej Cerkwi całość pod dowództwem rtm. Z. Ertmana. 1 i 2 szwadronem wzmocnionych plutonami z 3 i 4 szwadronów, dokonać głębokiego obejścia na tyły przeciwnika, przez Kruszkę, Krojanty, Pawłowo w kierunku Granowo wykonać uderzenie oddziałem manewrowym rozbić go. Działania grupy manewrowej pod bezpośrednim dowództwem mjr. S. Maleckiego wesprzeć ogniem pododdziałów z pozycji opóźniania. Do Jakubowa przybył 8 szwadron kolarzy wraz z plutonem TK mający wykonać natarcie odciążające 18 puł. ze wsparciem baterii 3/9 pułku artylerii lekkiej szosą Rytel-Chojnice. Początek działań godzina 19:00. Zadaniem kontrataku ułanów, kolarzy i pancerniaków było osłonięcie odwrotu prawdopodobnie 35 pułku piechoty z 9 Dywizji Piechoty. W trakcie koncentracji dywizjonu manewrowego, ostrzelana została ogniem niemieckiej artylerii obsada Sternowa, szwadrony 3 i ckm poniosły ciężkie straty osobowe i w sprzęcie. W międzyczasie 2 szwadron wykonał natarcie w szyku pieszym w rejonie Jeziorek na kompanię niemieckiego I/76 pp zmot. odrzucając ją. Ok. godz.18.30 na miejscowość Jeziorki wyszło natarcie niemieckiego I/76 pp zmot. na odcinku tym doszło do boju spotkaniowego niemieckiego batalionu, z 8 szwadronem kolarzy i plutonem TK. Pozostała część 81 szwadronu TK z zasadzki ostrzelał niemiecką kolumnę zmotoryzowaną artylerii ppanc. na drodze Nowa Cerkiew-Jeziorki, dodatkowo niemiecką kolumnę ostrzelała bateria 2/11 dak zadając jej dalsze straty. Ponadto artylerzyści konni rozpoznali niemiecki punkt obserwacyjny artylerii, skąd kierowano ogniem dwóch dywizjonów 20 pułku artylerii zmotoryzowanej, a następnie ostrzelano go raniąc i zabijając jego obsługę oraz wyłączając artylerię niemiecką do końca dnia.

#### Szarża pod Krojantami
Około 17.30 dywizjon (1 i 2 szwadron) pod dowództwem mjr. Maleckiego rozpoczął marsz. Zaplanowano go z dala od uczęszczanych dróg, przez duże obszary wysokopiennego lasu. Ubezpieczenie przednie stanowił 2 pluton 4 szwadronu. Płk Mastalerz postanowił osobiście dowodzić grupą uderzeniową. W czasie krótkiego postoju wydał jeszcze ostatnie dyspozycje. Wówczas od dywizjonu odłączył się z pocztem płk Kazimierz Mastalerz, a także utworzoną przez niego grupą wsparcia (III plutonem 3 szwadronu i półplutonem ckm na jukach). Grupa manewrowa pomaszerowała dalej, zachowując wszelkie zasady maskowania. Cały manewr wykonywano skrycie, bez styczności z przeciwnikiem. Dowódca 18 puł. z pocztem i wraz z grupą wsparcia pomaszerował przez tory kolejowe i odłączył się w kierunku południowym leśnym duktem. Dywizjon manewrowy pomaszerował dalej. Na wschód od wsi Krojanty mjr S. Malecki udał się na punkt obserwacyjny baterii 3/9 pal na wzgórzu 161,5, obok drogi przemarszu dywizjonu. Dywizjon przekroczył tory kolejowe pomiędzy Jabłonką i Krojantami. Około 19:00, będąc w lesie na północ od Krojant, w rejonie wzgórza 161, maszerujący jako ubezpieczenie 2 pluton 4 szwadronu zauważył wychodzącą z lasu piechotę niemiecką zameldowano, o tym rtm. Świeściakowi. W tym czasie z uwagi na wykrycie stojącego na skraju lasu plutonu przez patrol niemieckich motocyklistów, pluton zaszarżował na patrol raniąc 3 żołnierzy niemieckich. Następnie pod ostrzałem niemieckiej 7 kompanii II batalionu 76 pp zmot., która wymaszerowała z miejsca obozowania do natarcia na Krojanty na czele niemieckiego batalionu, pluton wycofał się do lasu za szosą Chojnice-Czersk. Pluton ten na skraju Nowej Cerkwi został ostrzelany przez niemiecką kolumnę zmotoryzowaną, gdzie poniósł dalsze straty w ułanach i koniach. Na odgłos strzałów na szosie oraz po rozpoczęciu ostrzału artyleryjskiego (zgodnie z planem) skrzyżowania dróg Chojnice-Czersk i Krojanty-Nowa Cerkiew przez 2/9 pal. Dowodzący 1 szwadronem rtm. Świeściak zamierzał udać się na skraj lasu gdzie uprzednio starł się pluton 4 szwadronu, aby spieszyć tam szwadron i uderzyć pieszo na prawdopodobną obsadę niemiecką na skrzyżowaniu szos, lecz gdy wyjechał na łąkę spostrzegł na drodze Krojanty-Nowa Cerkiew i przyległej łące niemiecki pododdział tj. czołową 7 kompanię II/76 pp zmot. Na rozkaz rtm. Świeściaka z niewielkiej odległości szwadron z szablami w dłoniach wykonał szarżę. Zaskoczenie Niemców było zupełne. Na szarżujący szwadron, niemiecki przedni pluton oddał zaledwie jedną salwę karabinową. Piechota niemiecka zaczęła uciekać do lasu, do rowu melioracyjnego lub padać na ziemię, gdzie szable szarżujących ich nie dosięgły. Na szosie Chojnice-Czersk zajęła stanowiska zaalarmowana ostrzałem artyleryjskim i potyczką z plutonem 4 szwadronu, niemiecka 8 kompania broni ciężkiej. Ułani 1 szwadronu po rozproszeniu 7 kompanii, dostali się pod ogień broni maszynowej 8 kompanii ciężkiej broni wsparcia, ponieśli straty w zabitych i rannych. Cofając się przez "młodnik" ułani ponownie starli się z rozproszoną 7 kompanią, tu wykorzystując las i rów melioracyjny piechurzy niemieccy stawili opór. Ułani zmuszeni do odwrotu wycofali się w kierunku toru kolejowego, z uwagi na nasyp i zamknięte zapory na przejeździe musieli szukać spieszeni schronienia w zagłębieniu terenowym. Resztki 1 szwadronu zostały ostrzelane przez niemieckie moździerze i granatniki z 8 kompanii. Sukcesywnie ułani przedostali się na drugą stronę toru i dołączyli do 2 szwadronu. 2 szwadron idący za 1 po dotarciu do torów, zaczął się rozwijać na odgłos ostrzału broni maszynowej dobiegającej od strony skrzyżowania drogi do Krojant i z Chojnic. Rtm. Ładoś z uwagi na ostrzał z moździerzy 2 szwadronu, wycofał swój szwadron za wzgórza widząc rozbitków z 1 szwadronu zaprzestał przygotowań do ataku. Jeden z plutonów wysłał na obejście pozycji niemieckich w kierunku Grunsbergu, z pozostałymi siłami szwadronu zajął pozycję za torem kolejowym. Do 2 szwadronu dołączyli rozbitkowie z 1 szwadronu. Na rozkaz mjr. Maleckiego resztki 1 szwadronu i 2 szwadron wycofały się przez Kruszkę do Rytla. 
Płk Mastalerz wraz z pocztem i grupą wsparcia ogniowego po wjechaniu na skraj lasu od strony wschodniej zauważył okopującą się piechotę niemiecką za szosą do Chojnic. Na odgłos strzałów rozkazał rozwinąć się plutonowi z 3 szwadronu z dwoma ckm na wzgórzu i blokować ogniem drogę z Nowej Cerkwi na Krojanty. Dowódca pułku z pocztem pojechał dalej w kierunku skrzyżowania szosy i drogi, wyjechał na wzgórze skąd z odległości ok. 500 m widział szarżę 1 szwadronu i jego klęskę. Wówczas na poczet dowódcy uderzyły trzy salwy artyleryjskie w wyniku których zginął płk Kazimierz Mastalerz, ppor. Mlicki i 2 ułanów. Rannych ciężko zostało 2 żołnierzy. Ostrzału tego prawdopodobnie dokonała bateria 2/9 pal z punktem obserwacyjnym na wzg.161,5, przez pomyłkę. Grupa wsparcia ogniem broni maszynowej powstrzymała natarcie niemieckiej 6 kompanii, w wyniku czego została ostrzelana ogniem moździerzy ponosząc straty i tracąc ckm. Straty 18 pułku ułanów w rejonie boju pod Krojantami to ok. 25 poległych, w tym dowódca 1 szwadronu rtm. E. Świeściak, ponad 50 rannych i kilkunastu dostało się do niewoli. Straty Niemieckie są bliżej nieznane, w/g relacji niemieckich, to kilkunastu (kilkudziesięciu?) rannych, w tym 11 wymagających leczenia szpitalnego.

#### Dalsze walki odwrotowe
Około 21:00 Niemcy rozpoczęli gwałtowny atak na pozycję 3 szwadronu, po obu stronach szosy Chojnice-Czersk, wprowadziwszy do I rzutu bataliony II i III odwodowego 69 pp zmot.. Ułani wycofali się za rzeczkę Suska Struga. W ten sposób 4 szwadron znalazł się w okrążeniu. Jedynie jeden pluton z dowódcą szwadronu por. Głybą-Głybowiczem, dotarł do Rytla. Wcześniej dotarł tam 3 szwadron. Następnie ok. godz.1.00 2 września pozostałości pułku koncentrują się we wsi Legbąd. W nocy pododdziały reorganizowały się i uzupełniały amunicję. Utworzono dwa szwadrony konne. Żołnierze otrzymali gorący posiłek. Na zbiórkę zdziesiątkowanego walką pułku przybył 2 września gen. Stanisław Grzmot-Skotnicki. Podziękował całemu stanowi osobowemu za bohaterstwo, a następnie udekorował sztandar 18 pułku, krzyżem „Virtuti Militari” zdjętym z własnego munduru. Dowódcą pułku wyznaczono mjr. Stanisława Maleckiego. 
W godzinach rannych pułk osłaniał wycofującą się piechotę Zgrupowania "Chojnice" stanowiąc jej straż tylną. Dotarł w godzinach popołudniowych do lasów obok wsi Gacno na chwilowy wypoczynek, gdzie szwadron ckm zestrzelił dwa niemieckie samoloty. Wieczorem 2 września 18 puł nocnym marszem przez Zielonkę pomaszerował do miejscowości Wysoka, kolumna pułku z uwagi na zatłoczenie dróg rozerwała się i z Wysokiej szwadrony konne pomaszerowały na Błądzim, Bramkę, Bukowiec pozostałe siły pułku tj. poczet dowódcy, szwadron ckm z plutonami kolarzy, łączności i ppanc. osłaniały działania 9 DP i 27 Dywizji Piechoty mających za zadanie otworzyć drogę z okrążenia w kierunku południowym. Z uwagi na brak powodzenia i penetrację ugrupowania polskiego przez zmotoryzowane patrole niemieckie zgrupowanie ułanów 18 pułku wraz z dowódcą pułku podjęła marsz w kierunku Drzycimia. Po dotarciu w ten rejon zgrupowanie było atakowane przez lotnictwo niemieckie. Poniesiono znaczne straty osobowe oraz utracono część broni ciężkiej i liczne konie. Następnie zgrupowanie mjr Maleckiego dotarło do Grodka, tam podporządkowuje się Grupie płk. Alikowa i wraz z nią maszerując nocą bezdrożami, osiągnęło 4 września o świcie rejon w pobliżu Grupy Dolnej. Wraz z oddziałami Grupy płk. Alikowa prowadziło natarcie w kierunku mostu w Grudziądzu. Wobec wysadzenia mostu zgrupowanie 18 pułku ułanów mjr. Maleckiego rozproszyło się. Większość żołnierzy dostała się do niemieckiej niewoli. Szwadrony konne zgodnie z rozkazem dotarły 3 września rano do Bukowca i podporządkowały się dowódcy 16 pułku ułanów ppłk. J. Russockiemu. Szwadrony 18 pułku wraz z ułanami z 16 pułku zostały spieszone do walki i zajęły obronę nad torem kolejowym koło Bukowca, dołączyła do ułanów bateria 2/11 dak kpt. Pasturczaka. Ułani odparli czołowe natarcie niemieckich czołgów z 3.Dywizji Pancernej. Następnie niemieckie czołgi oskrzydliły 16 pułk i szwadrony 18 pułku wyszły na tyły pozycji rozpędzając koniowodnych, większość 16 pułku zdołała wycofać się do pobliskiego lasu uchodząc. Ułani pomorscy walczyli na pozycjach z czołgami do godzin popołudniowych 3 września, ponieśli duże straty również od ognia artylerii i lotnictwa niemieckiego. Pozostałości szwadronów zostały otoczone i wzięte do niewoli. Poległ dowódca 4 szwadronu por. J. Głyba-Głybowicz i wielu ułanów.

#### Działania bojowe szwadronu marszowego 18 puł.
W siedzibie szwadronu zapasowego 18 pułku ułanów Toruniu w ramach mobilizacji alarmowej sformowano szwadron marszowy pułku pod dowództwem rtm. Leonarda Fijałkowskiego. Szwadron ten po sformowaniu dozorował odcinek Wisły w okolicach Torunia. 5 września włączony został jako 1 szwadron do Pułku Zbiorczego Pomorskiej Brygady Kawalerii, wraz z nim dzielił dalsze walki do 22 września 1939 roku.

### Działania bojowe oddziałów formowanych w Ośrodku Zapasowym Kawalerii „Garwolin” Pomorskiej BK w Garwolinie
Nadwyżki osobowe, nadwyżki sprzętu, wyposażenia oraz broni zostały przewiezione z koszar i magazynów 18 pułku ułanów w Grudziądzu i Toruniu do Garwolina transportem kolejowym 27-28 sierpnia 1939 roku, a następnie przewiezione środkami miejscowymi do Woli Rębkowskiej. Tu też w ramach mobilizacji powszechnej napływali dalsi rezerwiści, konie i środki transportu konnego z poboru. Do 3 września dowódcą nadwyżek był rtm. rez. Zieliński, następnie rtm. Henryk Odyniec-Dobrowolski. Z żołnierzy 18 puł w pierwszych dniach września sformowano:
- szwadron kolarzy pod dowództwem rtm. rez. Władysława Jaczyńskiego, do 3 września uzbrojenie kbk wz. 1891/98/25, rkm wz. 28
- szwadron pieszy pod dowództwem por. rez. Feliksa Daranowskiego do 6 września,
- pluton ckm pod dowództwem ppor. rez. Jarzębowskiego (4 ckm wz.1908 na dwóch wozach taborowych), wraz z działonem ppanc.37 mm wz.36

#### Walki w składzie Oddziału Wydzielonego „Brzumin”
Od 4 września kolarze rtm Jaczyńskiego, a od 7 września spieszony szwadron por. Daranowskiego weszły w skład Oddziału Wydzielonego „Brzumin ” mjr. Jerzego Jasiewicza. Zadaniem oddziału była obrona przedmościa i mostu drewnianego „Brzumin” przez Wisłę w pobliżu Góry Kalwarii. Obsada przyczółków była ostrzeliwana i bombardowana przez lotnictwo niemieckie. Od 5 września szwadron kolarzy prowadził rozbudowę inżynieryjną terenu kopiąc okopy, rowy ppanc i ustawiając zasieki z drutu kolczastego przed swoimi pozycjami. 7 września w rejon mostu przybył szwadron spieszony por. Daranowskiego zajął stanowiska w Piwoninie, wysłano jeden z plutonów 8 września na patrol po zachodniej stronie Wisły. Szwadron spieszony tego dnia w wyniku nalotów utracił 5 poległych ok. 30 rannych i kilku zaginionych. W tym dniu przybyły inne pododdziały do składu OW „Brzumin”. 8 września szwadrony 18 puł stoczyły walkę z niemieckimi pododdziałami pancerno-motorowymi z 1 DPanc. na przyczółku, ponadto uniemożliwił przeprawę na łodziach pontonowych niemieckiego plutonu motocyklistów. 9 września pluton ckm ppor. Jarzębowskiego i szwadron por. Daranowskiego wraz z 1 szwadronem 1 pułku strzelców konnych (spieszonego) powstrzymały próby forsowania Wisły w rejonie Piwonina. Wieś i stanowiska obronne ułanów były ostrzeliwane ogniem niemieckiej artylerii 73 pułku artylerii, z niskiej wysokości atakowały pozycje ułanów i saperów, samoloty niemieckie. W ich wyniku poległo i zostało rannych kilkunastu obrońców. Jeden z niemieckich bombowców został zestrzelony ogniem rkm przez podoficera ze szwadronu kolarzy 18 puł. 9 września o godz.16.30 poza odcinkiem OW „Brzumin ” w rejonie Wólki Dworskiej sforsował Wisłę niemiecki batalion I/66 pp zmot. ze składu 13. DPZmot. Batalion ten z plutonem czołgów 1 DPanc. uderzył na pododdziały OW „Brzumin” mjr. Jasiewicza, od strony północnej i wschodniej. W ciężkich walkach 10 września ciężko ranni zostali: dowódca OW mjr Jasiewicz i dowódca szwadronu kolarzy 18 puł. rtm. Jaczyński. Połowa obrońców poległa lub została ranna, część dostała się do niewoli, a tylko po kilkunastu ułanów ze szwadronów 18 pułku udało się wydostać z okrążenia i następnie dotarło do Woli Rębkowskiej.

#### Szwadron kombinowany (pieszo-konny) 18 puł.
Szwadron pod dowództwem rtm. Henryka Odyńca-Dobrowolskiego i zastępcy dowódcy rtm. Leon Jurkowski (z 2 psk). 
Sformowany w okresie od 6 do 10 września z pozostałych ułanów w Woli Rębkowskiej. Posiadał 30 koni bez siodeł na ponad 100 ułanów, na stanie miał 1 ckm. Po 10 września dołączyli do szwadronu ułani, którzy wyrwali się z okrążenia w rejonie wsi Piwonin. Wieczorem 11 września na rozkaz ppłk. Edwarda Wani szwadron wymaszerował w kierunku Lublina, Zamościa i Tomaszowa Lubelskiego. Maszerował bez styczności z jednostkami niemieckimi, był kilkakrotnie ostrzeliwany ogniem nękającym niemieckiej artylerii. 21 września dotarł do Jarosławca na wschód od Zamościa. 22 września w składzie Grupy Kawalerii Pieszej ppłk. Edwarda Wani wziął udział w natarciu na Łabunie i Tarnawatkę. Tego dnia ok. godz.16.00 prowadził natarcie w kierunku szosy Zamość-Tomaszów przez las w którym stoczył potyczkę z patrolem niemieckim z karabinem maszynowym, po dotarciu do skraju lasu prowadził walkę ogniowa z niemiecką artylerią na stanowiskach ogniowych. Od ostrzału artylerii i moździerzy poniósł ciężkie straty, było wielu poległych wśród nich rtm. Jurkowski i kilkunastu rannych ułanów. Reszta szwadronu 23 września pomaszerowała na Krasnobród. Po przekroczeniu rzeki Wieprz stoczył liczne potyczki i dotarł do wsi Huciska, tu 27 września rtm. H. Odyniec-Dobrowolski rozwiązał resztę szwadronu, broń zakopując lub rozdając okolicznej ludności.
| Struktura organizacyjna i obsada personalna we wrześniu 1939 | Struktura organizacyjna i obsada personalna we wrześniu 1939 | Struktura organizacyjna i obsada personalna we wrześniu 1939 |
| Stanowisko etatowe                                           | Stopień, imię i nazwisko                                     | Uwagi                                                        |
| ------------------------------------------------------------ | ------------------------------------------------------------ | ------------------------------------------------------------ |
| dowódca pułku                                                | płk kaw. Kazimierz Mastalerz                                 | † 1 IX Krojanty                                              |
| zastępca dowódcy                                             | mjr kaw. Stanisław Malecki                                   | od 2 IX 1939 dowódca pułku                                   |
| kwatermistrz                                                 | rtm. Włodzimierz Raczyński                                   |                                                              |
| adiutant                                                     | rtm. Wacław I Godlewski                                      |                                                              |
| oficer ordynansowy                                           | ppor. kaw. rez. Tadeusz Wichliński                           |                                                              |
| oficer informacyjny                                          | ppor. kaw. rez. Tadeusz Mlicki                               | † 1 IX Krojanty                                              |
| oficer broni i gazu                                          | ppor. kaw. rez. Antoni Unrug                                 | 1 IX 1939 ciężko ranny pod Krojantami                        |
| dowódca szwadronu gospodarczego                              | ppor. kaw. rez. Adam Krzemień                                |                                                              |
| wachmistrz                                                   | st. wachm. Jan Binkowski                                     |                                                              |
| oficer żywnościowy                                           | st. wachm. Maksymilian Rochnowski                            |                                                              |
| oficer łącznikowy do Zgrupowania „Chojnice”                  | ppor. kaw. rez. Adolf Moszczeński                            |                                                              |
| oficer gospodarczy (płatnik)                                 | ppor. kaw. rez. Michał Pawlak                                |                                                              |
| lekarz medycyny                                              | por. lek. Mieczysław Grubiński                               |                                                              |
| felczer - szef Izby Chorych                                  | st. wachmistrz Ryszard Kulczyk                               |                                                              |
| lekarz weterynarii                                           | kpt. lek. wet. Roman Kostrzewski                             | od 14 IX 1939 w niemieckiej niewoli                          |
| dowódca 1 szwadronu                                          | rtm. Eugeniusz Swieściak                                     | † 1 IX 1939 Krojanty                                         |
| dowódca I plutonu                                            | ppor. kaw. Feliks Morkowski                                  | †1 IX 1939 Angowice                                          |
| dowódca II plutonu                                           | ppor. kaw. rez. Jerzy Dąbski                                 |                                                              |
| dowódca III plutonu                                          | ppor. kaw. Tadeusz Michalski                                 |                                                              |
| wachmistrz                                                   | wachm. Alojzy Szuszyński                                     |                                                              |
| dowódca 2 szwadronu                                          | rtm. Jan Ładoś                                               |                                                              |
| dowódca I plutonu                                            | por. Józef Karszewski                                        |                                                              |
| dowódca II plutonu                                           | ppor. kaw. rez. Leonard Jagodziński                          | niemiecka niewola                                            |
| dowódca III plutonu                                          | ppor. kaw. Jerzy Piotrowicz                                  |                                                              |
| wachmistrz                                                   | wachm. Julian Lewandowski                                    |                                                              |
| dowódca 3 szwadronu                                          | por. kaw. Antoni Szlosowski                                  |                                                              |
| dowódca I plutonu                                            | ppor. kaw. Włodzimierz Michałowski                           |                                                              |
| dowódca II plutonu                                           | ppor. kaw. rez. Leszek Działkowski                           |                                                              |
| dowódca III plutonu                                          | ppor. kaw. rez. Marian Hillar                                |                                                              |
| wachmistrz                                                   | wachm. Paweł Urban                                           |                                                              |
| dowódca 4 szwadronu                                          | por. kaw. Jerzy Głyba-Głybowicz                              | †4 IX 1939 Grupa                                             |
| dowódca I plutonu                                            | ppor. kaw. rez. Witold Tarnowski                             |                                                              |
| dowódca II plutonu                                           | ppor. kaw. Kazimierz Uranowicz                               |                                                              |
| dowódca III plutonu                                          | ppor. kaw. rez. Andrzej Ossowski                             |                                                              |
| wachmistrz                                                   | wachm. Stefan Mohyluk                                        |                                                              |
| dowódca szwadronu ckm                                        | rtm. Zygmunt Ertman                                          |                                                              |
| dowódca I plutonu                                            | por. kaw. Ryszard Koziełł-Poklewski                          | niemiecka niewola                                            |
| dowódca II plutonu                                           | ppor. kaw. rez. Zdzisław Swora                               |                                                              |
| dowódca III plutonu                                          | ppor. kaw. rez. Włodzimierz Juszczakiewicz                   | †IX 1939 (14 IX 1939 Górna Grupa)                            |
| wachmistrz                                                   | wachm. Jan Dąbrowski                                         |                                                              |
| dowódca plutonu łączności                                    | por. kaw. Józef Just                                         |                                                              |
| zastępca dowódcy                                             | ppor. kaw. rez. Jerzy Monarowski-Monarski                    |                                                              |
| wachmistrz                                                   | wachm. Franciszek Klert                                      |                                                              |
| dowódca plutonu ppanc.                                       | ppor. kaw. Roman Ciesielski                                  | †1 IX 1939 Lichnowy                                          |
| dowódca plutonu kolarzy                                      | ppor. kaw. Witold Łoziński                                   |                                                              |

## Symbole pułkowe

### Sztandar
Sztandar ufundowany został przez społeczeństwo ziemi pomorskiej z inicjatywy pani Marii Czarlińskiej, żony Adama Czarlińskiego, oficera rezerwy pułku. Rodzice chrzestni byli Państwo Czarlińscy.
W obecności marszałka Józefa Piłsudskiego i ministra spraw wojskowych gen. dyw. Kazimierz Sosnkowskiego, sztandar wręczył prezydent RP Stanisław Wojciechowski.
Uroczystość wręczenia sztandaru odbyła się w Toruniu 29 maja 1923.
Sztandar wyhaftowały Siostry Opiekunek Najświętszej Marii Panny z Warszawy.
Na prawej stronie płata, w środku krzyża kawalerskiego, wyhaftowany srebrną nitką orzeł biały ze złotą koroną, złotym dziobem i złotymi szponami, obramowany wieńcem laurowym wyhaftowanym złotem. W rogach na białym tle, między amarantowymi ramionami krzyża, znajdowały się cztery mniejsze wieńce laurowe haftowane złotem, a w środku nich cyfra 18.
Na lewej stronie płata sztandaru, w środku krzyża kawalerskiego, haftowany złotem napis HONOR I OJCZYZNA, obramowany złotym wieńcem laurowym. Krzyż koloru amarantowego. W rogach na białym tle, między amarantowymi ramionami krzyża – cztery tarcze herbowe, wyhaftowane złotem.
W uznaniu zasług sztandar pułku został odznaczony Srebrnym Krzyżem Orderu Virtuti Militari.

### Odznaka pamiątkowa
14 kwietnia 1925 roku generał dywizji Stefan Majewski, w zastępstwie Ministra Spraw Wojskowych, zatwierdził wzór odznaki pamiątkowej 18 Pułku Ułanów. Odznaka o wymiarach 44x44 mm ma kształt krzyża Virtuti Militari, którego ramiona pokryte są niebieską emalią. Pośrodku krzyża nałożony srebrny Gryf Pomorski wsparty na cyfrze pułkowej i inicjale „18 U”. Odznaka oficerska była dwuczęściowa, wykonana w tombaku srebrzonym, emaliowana. Autorem projektu był Marian Hernik, a wykonawcą Wiktor Gontarczyk z Warszawy.
16 października 1929 roku Minister Spraw Wojskowych zatwierdził regulamin odznaki pamiątkowej 18 Pułku Ułanów, dostosowany do przepisów o odznakach pamiątkowych formacji.

### Barwy
|      | Opis                                                           |
| ---- | -------------------------------------------------------------- |
|      | Proporczyk biało-chabrowy z żyłką (pąsową) szkarłatną pośrodku |
|      | proporczyk dowództwa w 1939                                    |
|      | proporczyk 1 szwadronu w 1939                                  |
|      | proporczyk 2 szwadronu w 1939                                  |
|      | proporczyk 3 szwadronu w 1939                                  |
|      | proporczyk 4 szwadronu w 1939                                  |
|      | proporczyk 5 szwadronu ckm w 1939                              |
|      | proporczyk plutonu łączności w 1939                            |
| Inne | Opis                                                           |
|      | Na czapce rogatywce – otok chabrowy                            |
|      | szasery ciemnogranatowe, lampasy chabrowe, wypustka chabrowa   |
|      | „Łapka” (do 1921) – karmazynowa                                |

### Żurawiejki
| Osiemnasty spod Libawy Przywiózł panny dla zabawy.                         | Nie przez lądy, to przez morze Osiemnasty zawsze może.   | Mają dupy jak z mosiądza To ułani są z Grudziądza. |
| Wiać przez morze na Pomorze Osiemnasty tylko może                          | Czy śnieg pada, czy deszcz leje Osiemnasty zawsze wieje. |                                                    |
| Po każdej zwrotce: Lance do boju, szable w dłoń, bolszewika goń, goń, goń! |                                                          |                                                    |

|  |  |  |

## Pomorscy ułani

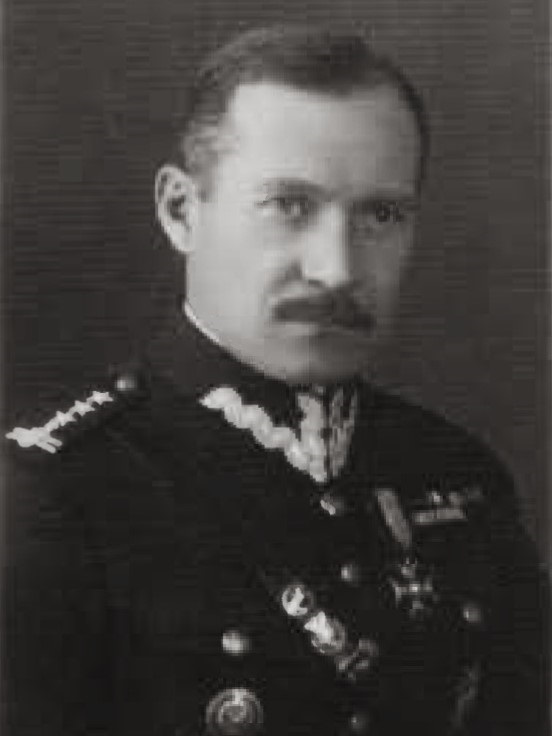
Stefan Dembiński

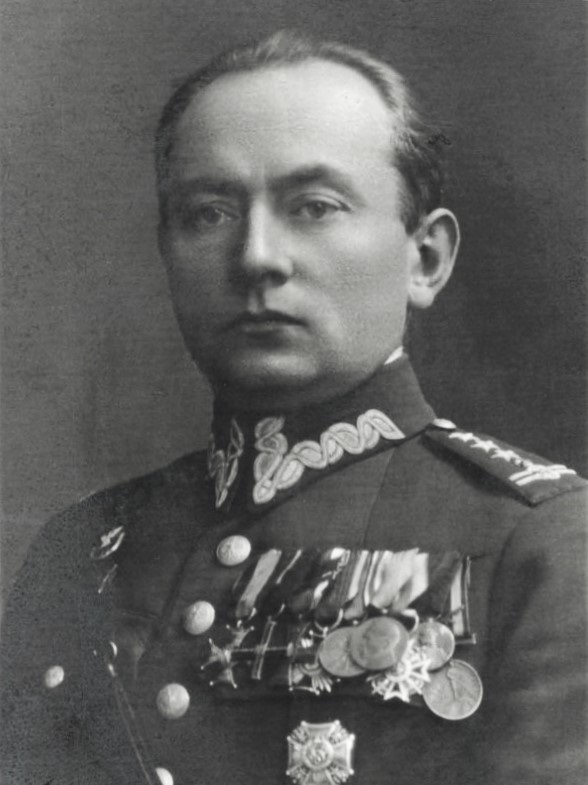
Kazimierz Mastalerz

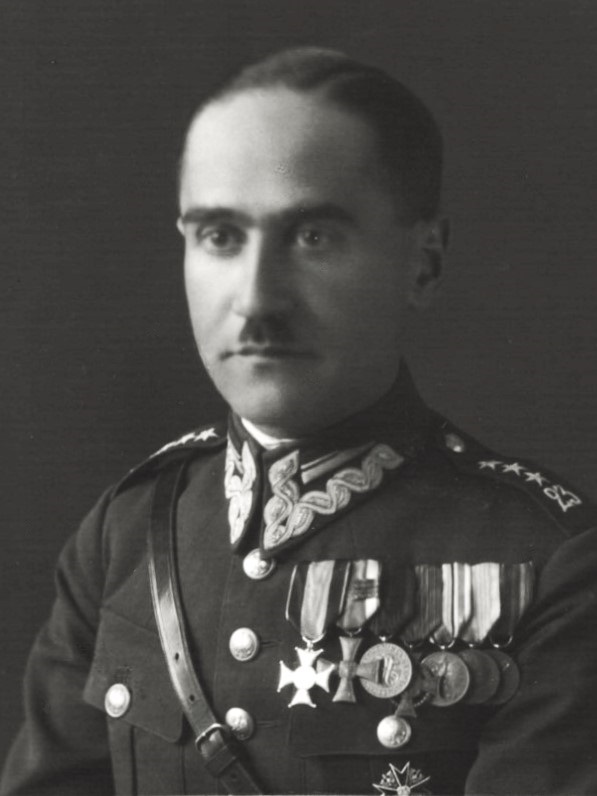
Stanisław Malecki

### Dowódcy i zastępcy dowódcy pułku
| Stopień, imię i nazwisko                 | Okres pełnienia służby  | Kolejne stanowisko                    |
| Dowódcy pułku                            | Dowódcy pułku           | Dowódcy pułku                         |
| ---------------------------------------- | ----------------------- | ------------------------------------- |
| ppłk August Donimirski                   | 29 V 1919 – 3 XI 1920   |                                       |
| mjr Anatol Jezierski                     | 22 VIII 1920 – IV 1921  |                                       |
| płk kaw. Rudolf Alzner                   | 9 IX 1920 – 22 III 1921 |                                       |
| płk jazdy Michał Ostrowski               | 1 VII 1922 – 15 V 1923  | dowódca IV BJ                         |
| płk kaw. Stefan Dembiński                | 15 V 1923 – 28 I 1928   | dowódca 8 puł                         |
| płk kaw. Albert Traeger                  | 28 I 1928 – 23 III 1932 | rejonowy inspektor koni Lublin        |
| płk kaw. Kazimierz Kosiarski             | 23 III 1932 – 1 II 1938 | dowódca 5 psk                         |
| ppłk kaw. Tadeusz Kurnatowski            | 1 II 1938 – 1 VIII 1939 | dowódca OZ Kaw. „Stanisławów”         |
| płk kaw. Kazimierz Mastalerz             | 1 VIII – † 1 IX 1939    |                                       |
| mjr kaw. Stanisław Malecki               | 2 - 3 IX 1939           |                                       |
| Zastępcy dowódcy pułku                   |                         |                                       |
| ppłk jazdy Stefan Dembiński              | do 15 V 1923            | dowódca 18 puł                        |
| ppłk kaw. Kazimierz Ziembiński           | 1923 – 1925             |                                       |
| mjr kaw. Oskar Zawadil                   | X 1925 – XII 1927       | rejonowy inspektor koni we Włocławku  |
| ppłk kaw. Józef Koczwara                 | XII 1927 – VI 1930      | dowódca 2 dyonu samochodów pancernych |
| mjr kaw. Ludomir Wysocki                 | 5 VII 1930 – VIII 1931  | zastępca dowódcy 11 puł)              |
| ppłk dypl. kaw. Jan Małysiak             | od IX 1933              |                                       |
| mjr kaw. Józef Ossowski                  | VIII 1931 – IX 1933     | rejonowy inspektor koni w Jarosławiu  |
| ppłk dypl. kaw. Eugeniusz II Chrzanowski | 1939                    |                                       |
| mjr kaw. Stanisław Malecki               | do 1 IX 1939            | dowódca 18 puł                        |

### Żołnierze 18 pułku ułanów - ofiary zbrodni katyńskiej
Biogramy zamordowanych oficerów znajdują się na stronie internetowej Muzeum Katyńskiego
| Nazwisko i imię              | stopień              | zawód             | miejsce pracy przed mobilizacją | zamordowany |
| ---------------------------- | -------------------- | ----------------- | ------------------------------- | ----------- |
| Bagiński Władysław           | porucznik rezerwy    | kupiec toruński   |                                 | Katyń       |
| Jełowicki Stanisław          | podporucznik rezerwy |                   |                                 | Katyń       |
| Laudowicz Wacław             | podporucznik rezerwy |                   | majątek w Tuwalczewie           | Katyń       |
| Przytarski Franciszek        | podporucznik rezerwy | prawnik           |                                 | Katyń       |
| Szantyr Olgierd              | podporucznik rezerwy | technik           |                                 | Katyń       |
| Kański Ziemisław Marian      | porucznik lekarz     | żołnierz zawodowy |                                 | Charków     |
| Liwicki Ryszard Stanisław    | major                | żołnierz zawodowy |                                 | Charków     |
| Ossowski Andrzej Leon Marian | podporucznik rezerwy |                   |                                 | Charków     |

## Upamiętnienie
Tradycje 18 pułku Ułanów Pomorskich kultywuje mający siedzibę w Gdańsku Klub Kawaleryjski 18 pułku Ułanów Pomorskich.

Stacjonowanie 18 pułku ułanów w Grudziądzu upamiętnia tablica zawieszona w bazylice pw. Świętego Mikołaja. Imię oddziału nosi  od 28 maja 2005 roku Szkoła Podstawowa nr 20 w Grudziądzu.

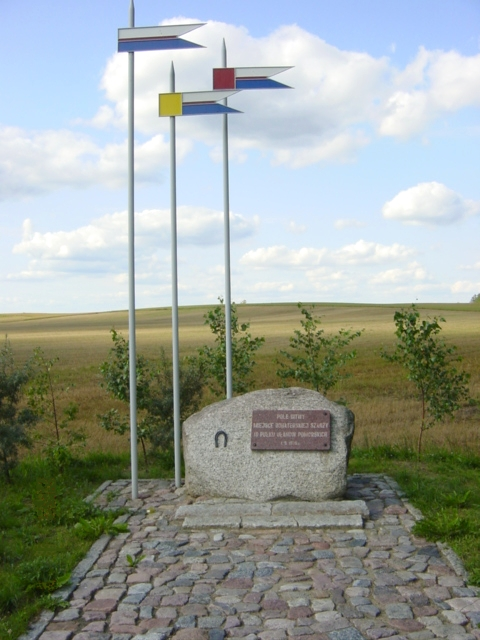
Obelisk pod Krojantami
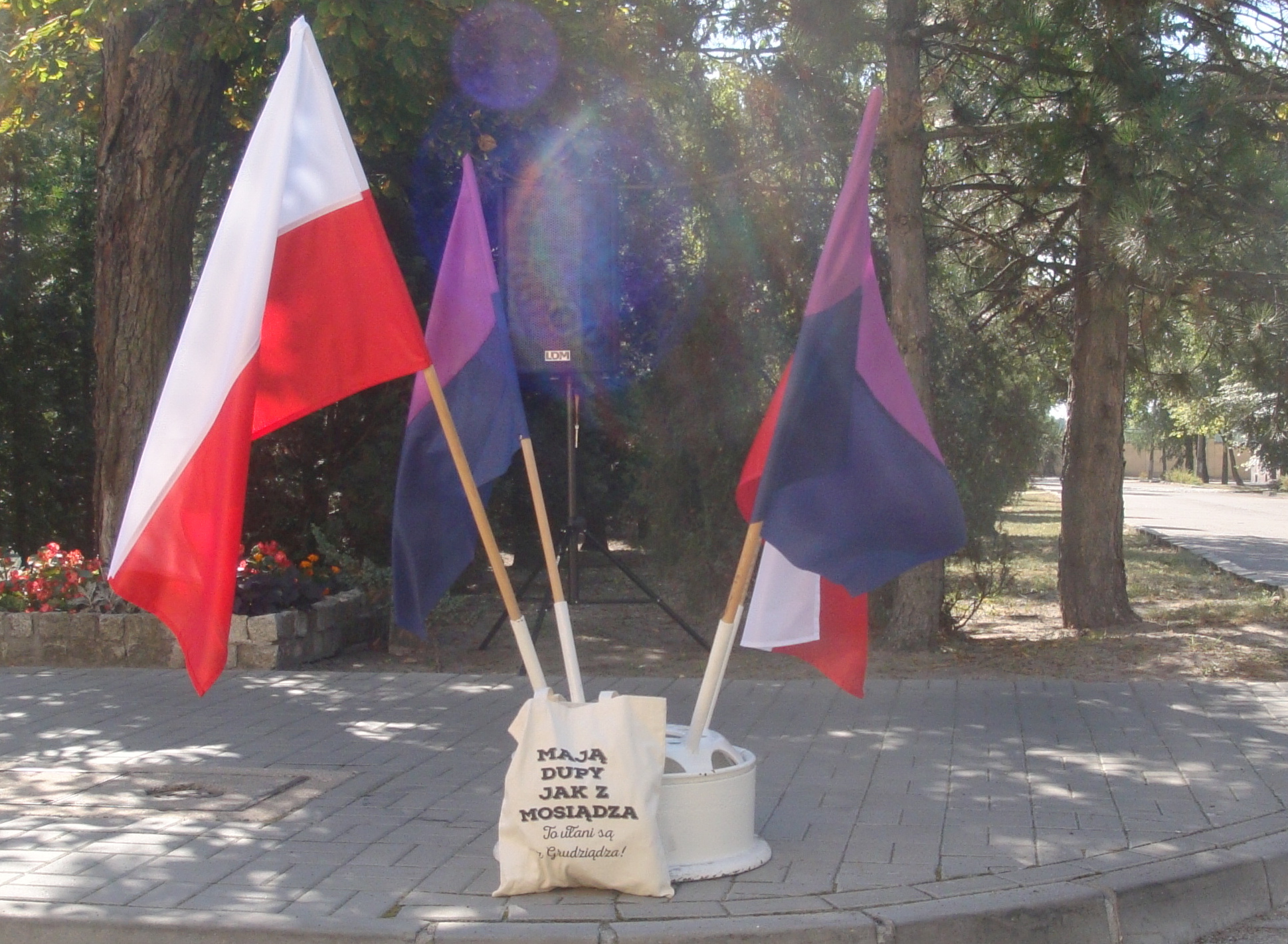
Fragment żurawiejki na torbie - promocja Grudziądza
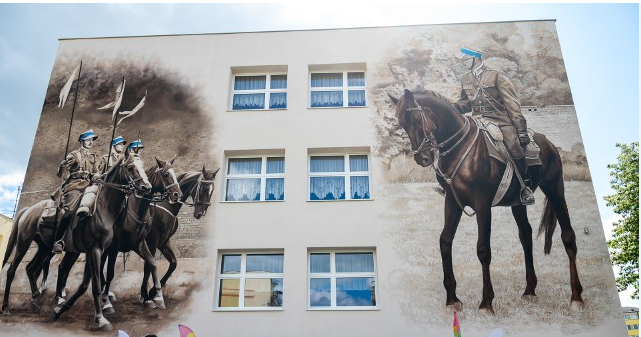
Mural zdobiący budynek Szkoły Podstawowej nr 20 w Grudziądzu nawiązujący do ułańskich tradycji miasta